# Palatul de Iarnă din Sankt Petersburg
Palatul de Iarnă (în rusă Зи́мний дворе́ц Zimni dvorets; pronunție rusă: [ˈzʲimnʲɪj dvɐˈrʲɛts]) din Sankt Petersburg, Rusia, a fost reședința oficială a monarhilor ruși în perioada 1732-1917. Situat între Cheiul Palatului și Piața Palatului, aproape de locul primului palat de iarnă al lui Petru cel Mare, actualul (al patrulea) Palat de Iarnă a fost construit și modificat aproape continuu între sfârșitul anilor 1730 și 1837, când a fost deteriorat grav de un incendiu și reconstruit imediat. Asaltul palatului din 1917 așa cum este descris în picturile sovietice și în filmul Octombrie (1927) al lui Eisenstein a devenit un simbol reprezentativ al Revoluției Ruse.

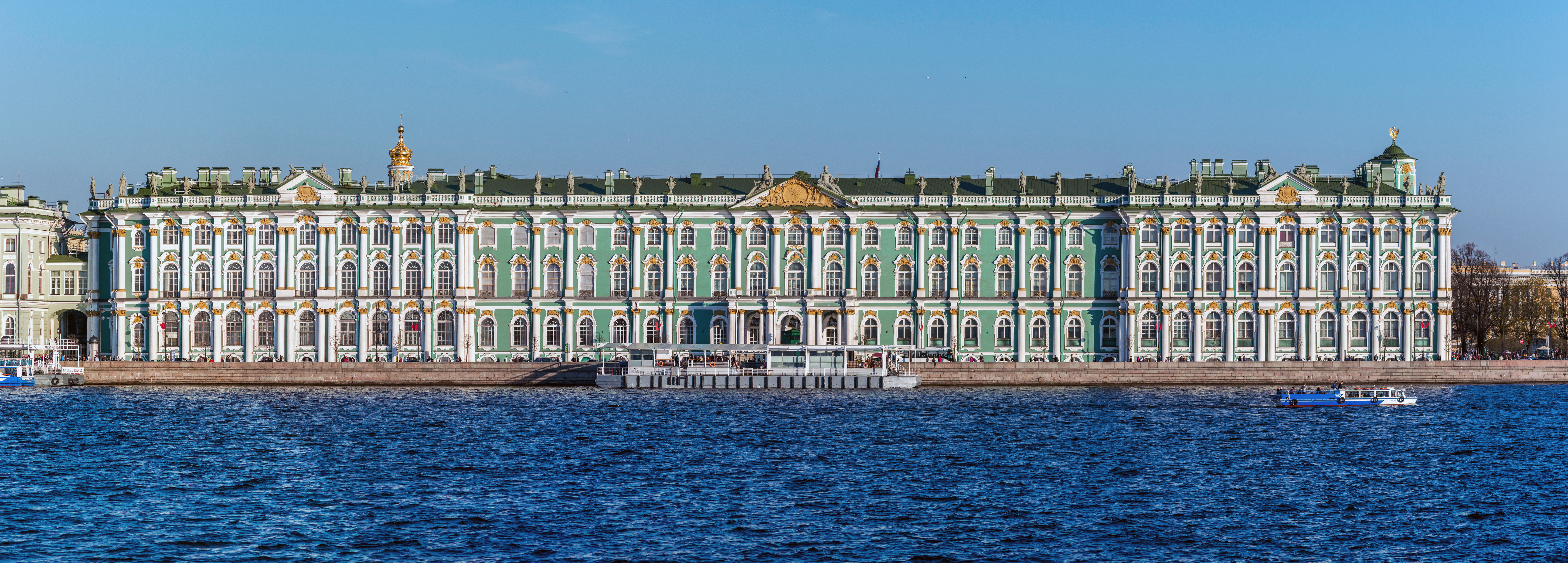
Palatul de Iarnă, văzut de pe râul Neva

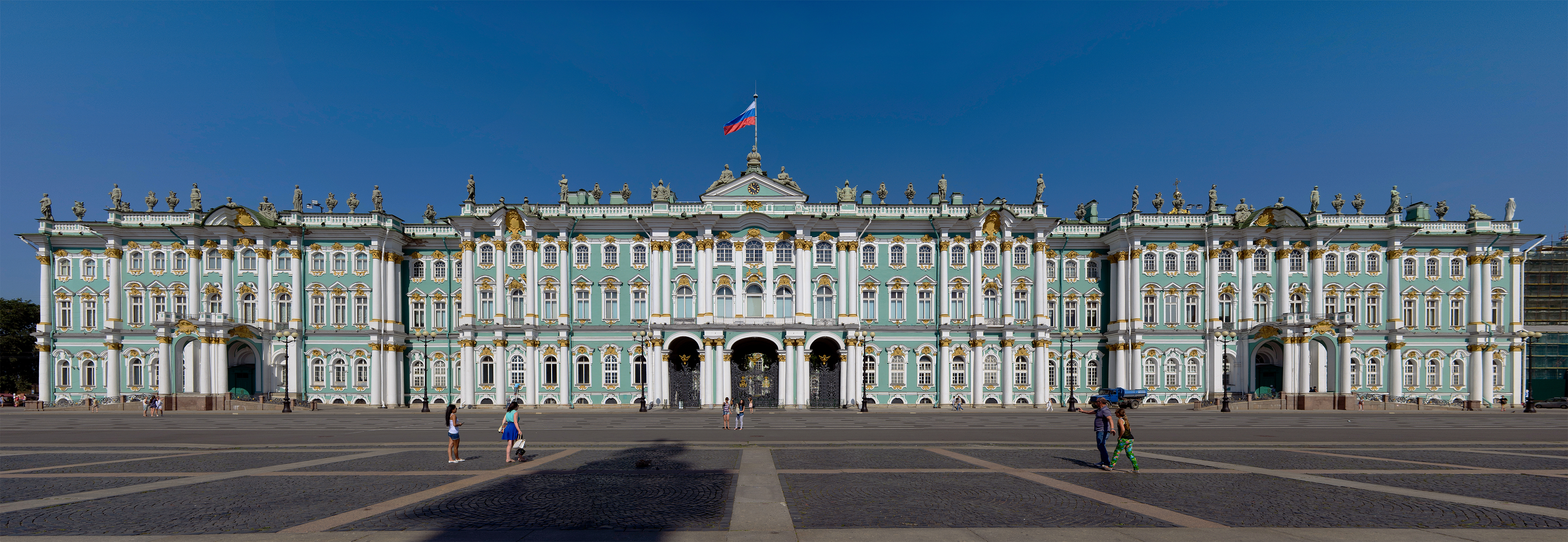
Palatul de Iarnă, văzut din Piața Palatului

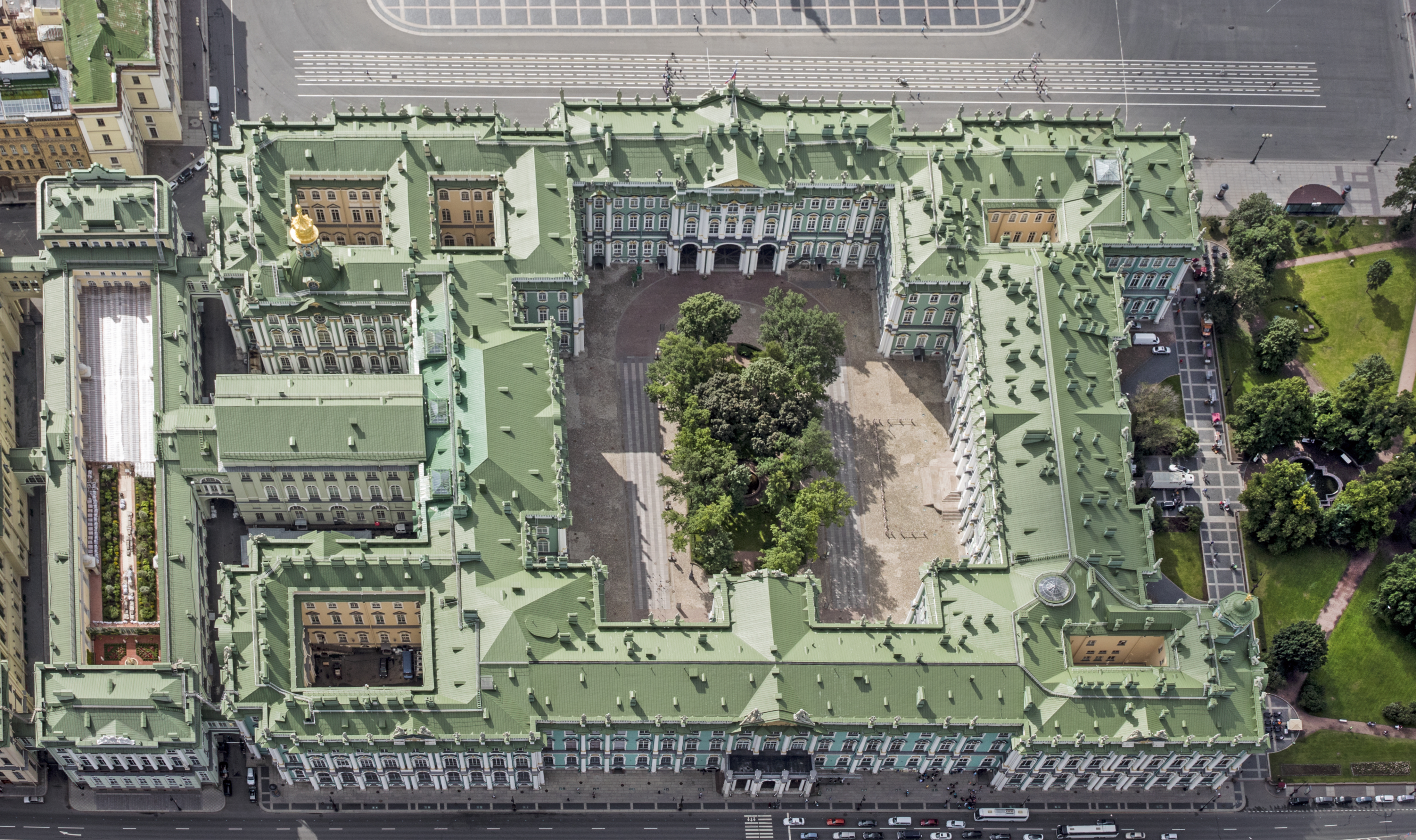
Palatul de Iarnă, văzut de sus

Palatul a fost construit la o scară monumentală care era destinată să evidențieze puterea Rusiei Imperiale. Țarul domnea din acest palat peste un teritoriu de peste 22,4 milioane de km pătrați (aproape 1/6 din suprafața globului) și peste o populație de 125 de milioane de supuși pe la sfârșitul secolului al XIX-lea. El a fost proiectat de mai mulți arhitecți, mai ales Bartolomeo Rastrelli, în ceea ce a ajuns să fie cunoscut ca stilul baroc elisabetan. Palatul vopsit în culorile verde și alb are forma unui dreptunghi alungit, iar fațada principală are 250 de metri lungime și 30 de metri înălțime. Palatul de Iarnă a fost prevăzut să conțină 1.786 uși, 1.945 ferestre, 1.500 de camere și 117 scări. Afectat de un incendiu devastator, palatul a fost reconstruit în 1837, dar în timp ce exteriorul a rămas neschimbat, o mare parte din interior a fost reproiectat într-o varietate de stiluri, făcând ca palatul să fie descris ca un „palat din secolul al XIX-lea, inspirat de un model în stil rococo”.
În 1905 a avut loc masacrul din Duminica însângerată atunci când demonstranții au mărșăluit spre Palatul de Iarnă, dar familia imperială locuia retrasă la acel moment în Palatul Alexandru de la Țarskoe Selo și revenea la Palatul de Iarnă numai cu ocazia ceremoniilor oficiale de stat. În urma Revoluției din februarie din 1917, palatul a fost pentru scurt timp sediul Guvernului Provizoriu Rus, condus de Aleksandr Kerenski. Mai târziu, în același an, palatul a fost luat cu asalt de un detașament de soldați și marinari ai Armatei Roșii  — un moment definitoriu în procesul de formare al statului sovietic. Cramele palatului au fost jefuite și golite timp de o lună în această perioadă tulbure ce a fost descrisă ulterior drept „cea mai mare mahmureală din istorie”. Astăzi, palatul este restaurat și face parte din complexul de clădiri al Muzeului Ermitaj.

## Palatul de Iarnă al lui Petru cel Mare (1711-1753)
După întoarcerea din Marea Ambasadă în 1698, Petru I al Rusiei a inițiat o politică de occidentalizare și de expansiune care urma să transforme Țaratul Rusiei în Imperiul Rus și într-o mare putere europeană. Această politică s-a manifestat în construirea în întregime a unui nou oraș, Sankt Petersburg, în 1703. Aspectul noului oraș a fost conceput ca o respingere conștientă a arhitecturii ruse tradiționale de inspirație bizantină, precum arhitectura barocă de tip Narîșkin ce era pe atunci la modă, în favoarea unei arhitecturi de inspirație clasică ce predomina în marile orașe ale Europei. Țarul intenționa ca noul său oraș să fie conceput într-un stil renascentist flamand, cunoscut mai târziu sub numele de baroc petrin, iar acest stil a fost ales pentru noul său palat din oraș. Prima reședință regală de aici a fost o cabană umilă ce a fost cunoscută atunci sub numele de Domik Petra I, construită în 1704 pe malul râului Neva. Ea a fost transportată în 1711 pe cheiul Petrovskaia, unde se află și în prezent. După ce locul a fost curățat, țarul a procedat la construirea unei clădiri mai încăpătoare între anii 1711 și 1712. Această casă, cunoscută astăzi ca primul palat de iarnă, a fost proiectată de către Domenico Trezzini.

Secolul al XVII-lea a fost o perioadă de mare dezvoltare a arhitecturii regale europene ca urmare a faptului că s-a redus treptat necesitatea folosirii unor reședințe fortificate. Acest proces, care a început în secolul al XVI-lea, s-a accelerat, iar castelele fortificate au fost înlocuite curând de palate clasice încăpătoare în cele mai puternice țări europene. Unul dintre cele mai vechi și mai notabile exemple a fost Versailles-ul lui Ludovic al XIV-lea. Finalizat în mare parte până în 1710, Versailles-ul — cu mărimea și splendoarea sa — a accentuat rivalitatea dintre suveranii Europei. Petru cel Mare al Rusiei, dornic să promoveze toate conceptele occidentale, a dorit să aibă un palat modern precum ceilalți suverani europeni. Cu toate acestea, spre deosebire de unii dintre succesorii săi, Petru I nu a aspirat niciodată ca palatul său să rivalizeze cu Versailles-ul.

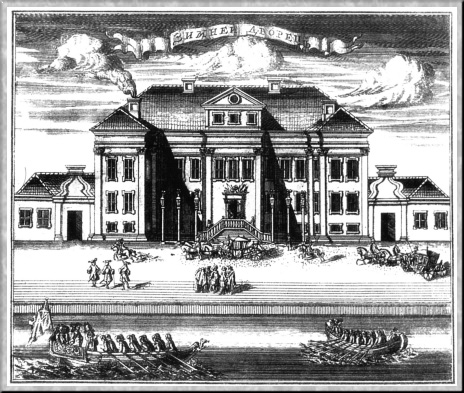
Primul Palat de Iarnă, proiectat în 1711 pentru Petru cel Mare de Domenico Trezzini care, 16 ani mai târziu, a proiectat cel de-al treilea Palat de Iarnă.

Primul palat de iarnă a fost o modestă clădire cu două etaje aflate sub un acoperiș de ardezie. Se pare că Petru s-a plictisit curând de primul palat, deoarece în 1721 a fost construită o a doua variantă a Palatului de Iarnă sub supravegherea arhitectului german Georg Mattarnovi. Palatul lui Mattarnovi, deși încă foarte modest în comparație cu palatele regale din alte capitale europene, avea două etaje deasupra unui parter cu aspect rustic, cu o proeminență centrală sub un fronton sprijinit pe coloane. Petru cel Mare a murit aici  în 1725.
Palatul de Iarnă nu a fost singurul palat din orașul în construcție, nici măcar cel mai frumos, deoarece Petru a poruncit nobililor să-și construiască locuințe și să-și petreacă o jumătate de an acolo. Această poruncă a fost nepopulară; Sankt Petersburg a fost amenajat pe o mlaștină, unde soarele strălucea destul de puțin, și s-a spus că s-ar putea cultiva acolo doar varză și napi. S-a interzis să se taie copaci care să fie puși pe foc, astfel încât încălzirea apei era permisă doar o dată pe săptămână. Prezența celei de-a doua soții a lui Petru, împărăteasa Ecaterina, a adus poftă de viață în noul oraș.
Ca urmare a folosirii ca muncitori a robilor din întreg imperiul, activitatea de construire a orașului a progresat rapid. S-a estimat că 200.000 de oameni au murit în cei douăzeci de ani în care s-a construit orașul. Un diplomat al timpului, care a descris inițial orașul ca „o grămadă de sate legate împreună precum o plantație din Indiile de Vest”, l-a numit după doar câțiva ani „o minune a lumii, luând în considerare palatele sale magnifice”. Unele dintre aceste palate noi în stilul baroc flamand atât de iubit de Petru, precum Sala Kikin și Palatul Menșikov, există încă și astăzi.

## Palatul în perioada 1725-1855

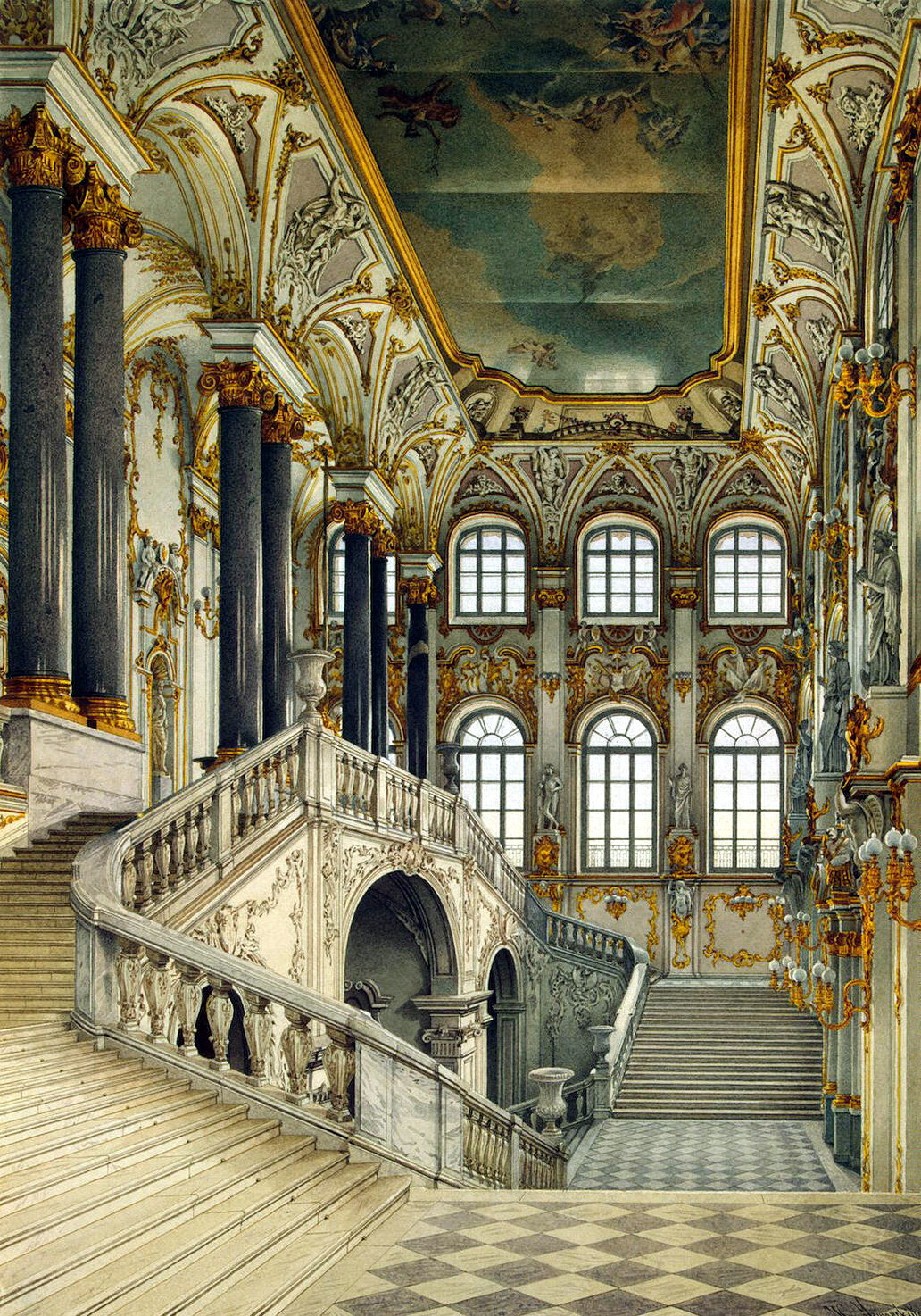
Scara principală sau „Scara Iordanului”, (8 în planul de mai jos), numită astfel pentru că la sărbătoarea de Bobotează țarul cobora pe această scară imperială pentru a participa la ceremonia de „Binecuvântare a Apelor”. Ea este una dintre puținele părți ale palatului ce păstrează stilul rococo din secolul al XVIII-lea al palatului lui Rastrelli. Coloanele masive de granit gri au fost, totuși, adăugate la mijlocul secolului al XIX-lea. Pictură de Konstantin Uhtomski.

La moartea lui Petru cel Mare în 1725, orașul Sankt Petersburg era încă departe de a fi centrul a culturii și civilizației occidentale, pe care și-o imaginase țarul. Mulți aristocrați care fuseseră obligați de țar să locuiască la Sankt Petersburg au plecat. Lupii umblau prin piețele orașului pe timp de noapte, în timp ce grupurile de iobagi oprimați, aduși pentru a construi noul oraș al țarului și a fi încorporați în flota baltică, s-au revoltat frecvent.
Petru I a fost urmat la tron de văduva lui, Ecaterina I, care a domnit până la moartea ei în 1727. Ea a fost succedată, la rândul ei, de Petru al II-lea, nepotul lui Petru I, care în anul 1727 i-a comandat arhitectului Domenico Trezzini să lărgească palatul lui Mattarnovi. Trezzini, care a proiectat Palatul de Vară în 1711 și a fost unul dintre cei mai mari exponenți ai barocului petrin, a reproiectat complet și extins Palatul de Iarnă construit de Mattarnovi încât palatul lui Mattarnovi a devenit unul dintre cele două pavilioane finalizate ale noului și celui de-al treilea palat de iarnă. Cel de-al treilea palat, la fel ca și cel de-al doilea, a fost construit în stilul baroc petrin.
În 1728, la scurt timp după ce s-a finalizat construcția celui de-al treilea palat, Curtea Imperială s-a mutat de la Sankt Petersburg la Moscova, iar Palatul de Iarnă și-a pierdut statutul de principală reședință imperială. Moscova a fost din nou desemnată capitala, un statut care îi fusese acordat orașului Sankt Petersburg în anul 1713. După moartea lui Petru al II-lea în 1730, tronul a ajuns la o nepoată de-a lui Petru I, Anna Ivanovna, Ducesă de Curlanda.

### Anna (1730-1740)
Noua împărăteasă s-a îngrijit mai mult de Sankt Petersburg decât predecesorii ei imediați; ea a restabilit curtea imperială la Palatul de Iarnă și, în 1732, Sankt Petersburg a înlocuit oficial, din nou, Moscova drept capitală a Rusiei, poziție pe care a deținut-o până în 1918.
Ignorând cel de-al treilea palat de iarnă, la întoarcerea sa la Sankt Petersburg, împărăteasa și-a stabilit reședința în Palatul Apraksin din vecinătate. În 1732 țarina i-a comandat arhitectului Francesco Bartolomeo Rastrelli să reconstruiască în întregime și să extindă Palatul Apraksin, încorporând celelalte case învecinate. Astfel, nucleul celui de-al patrulea și ultimului Palat de Iarnă nu este palatul lui Petru cel Mare, ci palatul generalului amiral Fiodor Matveievici Apraksin.
Împărăteasa Anna, deși nepopulară și considerată „plictisitoare, vulgară, grasă, aspră și dușmănoasă”, a dorit să aducă un aer mai civilizat și mai cultivat la curtea ei. Ea a proiectat uniforme noi pentru slujitorii ei și, la ordinele ei, miedul și vodca au fost înlocuite cu șampanie și vin de Burgundia. Ea a cerut boierilor să-și înlocuiască mobilierul simplu cu mobilier din mahon și abanos, în timp ce propriul ei gust în materie de decorațiuni interioare s-a manifestat în alegerea unei mese de toaletă din aur masiv și un „scaun de toaletă” din de argint, încrustat cu rubine. Măreția și extravaganța artistică a împărătesei a ieșit în evidență cu prilejul primului ei bal organizat în galeria nou terminată a Palatului de Iarnă, care, în mijlocul iernii rusești, semăna cu o livadă de portocali. Această cea de-a patra variantă a Palatului de Iarnă a fost un proiect coordonat de arhitectul Rastrelli ce s-a derulat pe parcursul întregii perioade de domnie a împărătesei Anna.

### Elisabeta (1741-1762)
Țarul copil Ivan al VI-lea, care i-a succedat Annei în 1740, a fost răsturnat printr-o lovitură de stat fără vărsare de sânge către Marea Ducesă Elisabeta, fiica lui Petru cel Mare. Delegând aproape toate puterile favoriților ei, noua împărăteasă Elisabeta a avut o viață petrecută în plăceri care l-a determinat pe istoricul rus Vasili Kliucevski să descrie mai târziu curtea de la Palatul de Iarnă ca un loc al „mizeriei poleite”.
În timpul domniei Elisabetei, Rastrelli, care lucra încă la planul său inițial, a conceput un nou proiect în 1753 la o scară monumentală —prezentul Palat de Iarnă. Finalizarea accelerată a palatului a devenit o chestiune de onoare pentru împărăteasă, care a considerat palatul ca un simbol al prestigiului național. Munca la clădire a continuat pe tot parcursul anului, chiar și în cele mai aspre luni de iarnă. Sărăcirea poporului rus și a armatei cauzate de desfășurarea Războiului de Șapte Ani au împiedicat continuarea rapidă a lucrărilor. Suma de 859.555 de ruble a fost alocată proiectului, fiind obținută din impozitul pe tavernele deținute de stat. Deși muncitorii obțineau un salariu lunar de doar o rublă, costul proiectului a depășit bugetul într-o asemenea măsură încât lucrul la palat a încetat din cauza lipsei de resurse în ciuda dorinței obsesive a împărătesei de finalizare cât mai rapidă. În cele din urmă, au fost majorate taxele pe sare și alcool pentru a finanța costurile suplimentare, deși poporul rus era deja împovărat de taxele plătite pentru finanțarea războiului. Costul final a fost de 2.500.000 de ruble. Prin 1759, cu puțină vreme înainte de moartea Elisabetei, Palatul de Iarnă, cu adevărat demn de acest nume, era aproape finalizat.

### Ecaterina a II-a (1762-1796)
Împărăteasa Elisabeta a ales-o pe prințesa germană Sophie de Anhalt-Zerbst ca mireasă pentru nepotul și succesorul ei, Petru al III-lea. Căsătoria nu a fost un mare succes, dar această prințesă, cunoscută ulterior ca Ecaterina cea Mare, a ajuns să fie asociată cu Palatul de Iarnă. În anul 1762, în urma loviturii de stat în care soțul ei a fost ucis, Ecaterina a apărut în balconul Palatului de Iarnă, împreună cu fiul ei în vârstă de șapte ani, Pavel, în fața mulțimii entuziasmate care se afla în piață. Ea nu l-a prezentat pe fiul ei, cu toate acestea, ca pe noul și adevăratul conducător al Rusiei și a uzurpat această onoare pentru sine.
Patronarea de către Ecaterina a activității arhitecților Starov și Giacomo Quarenghi a determinat lărgirea în continuare și transformarea palatului. În acest timp, o sală de operă care a existat în aripa de sud-vest a palatului a fost modificată cu scopul de a furniza spațiu pentru apartamentele membrilor familiei Ecaterinei. În 1790 Quarenghi a reproiectat cinci dintre camerele de stat ale lui Rastrelli pentru a crea cele trei săli vaste ale anfiladei Nevei. Ecaterina a fost responsabilă pentru cele trei palate vaste adiacente, cunoscute în mod colectiv ca Ermitaj — numele sub care întregul complex, inclusiv Palatul de Iarnă, a devenit cunoscut 150 de ani mai târziu.
Ecaterina a fost impresionată de arhitectul francez Jean-Baptiste Vallin de la Mothe, care a proiectat Academia Imperială de Arte (tot la Sankt Petersburg), și l-a însărcinat să adauge o nouă aripă la Palatul de Iarnă. Această aripă era concepută ca un loc de retragere de formalitățile și ceremoniile de la curte. Ecaterina a numit-o Ermitaj (14), un nume folosit de predecesoarea sa, țarina Elisabeta, pentru a descrie camerele sale private din palat.
Interiorul aripii Ermitaj era destinat să fie în contrast cu cel al Palatului de Iarnă. Într-adevăr, se spune că ideea amenajării unui spațiu privat (Ermitaj) pentru retragerea de la obligațiile zilnice i-a fost sugerat Ecaterinei de susținătorul unui mod de viață simplu, Jean Jacques Rousseau. În realitate, acesta era un palat mare unit de palatul principal printr-o serie de pasarele acoperite și curți interioare încălzite prin care zburau păsări exotice rare. Remarcat pentru porticul său fin și atenția față de detalii, el adăpostea o colecție de artă tot mai mare.

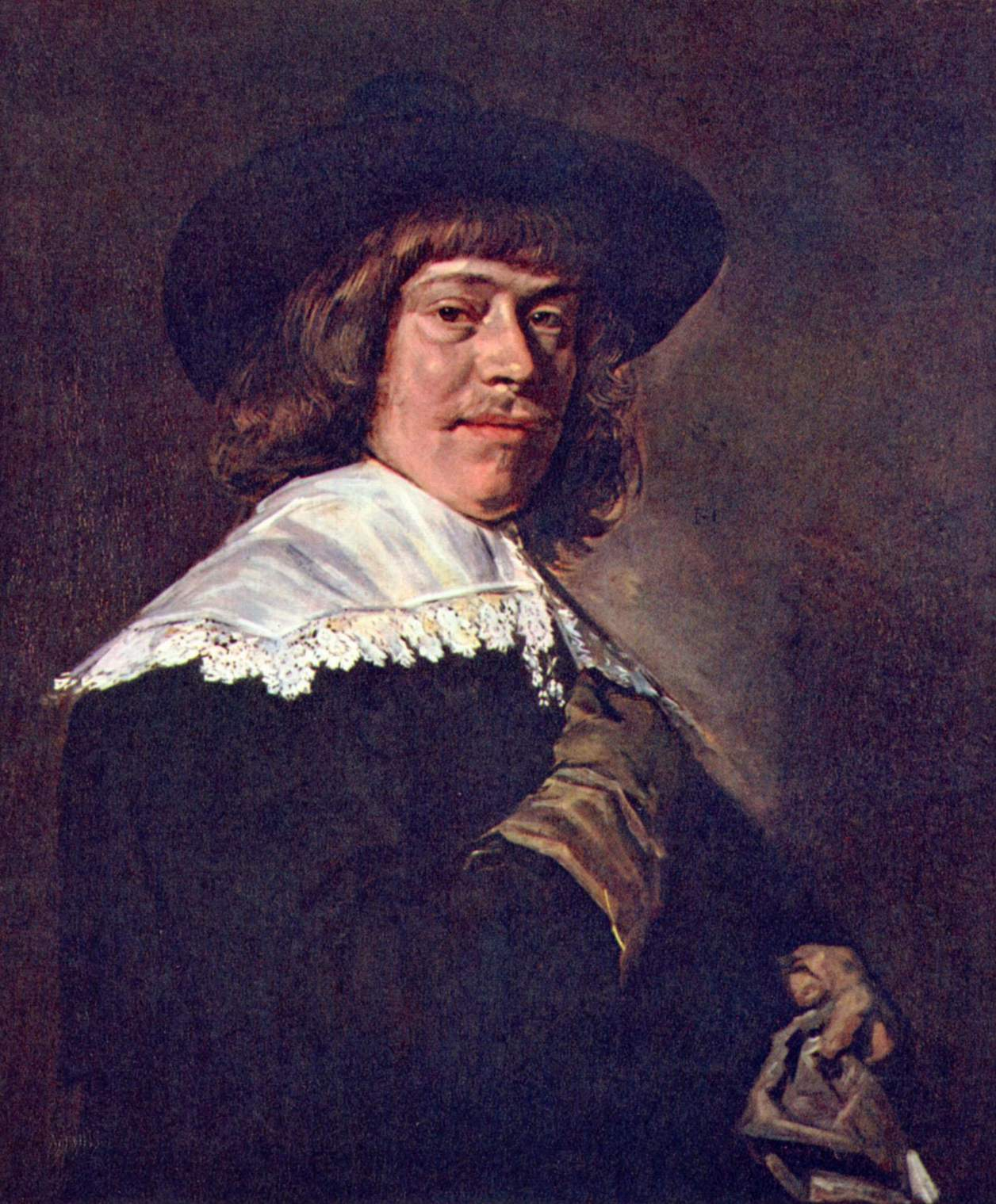
Frans Hals, Portretul unui tânăr care ține o mănușă, achiziționat pentru Palatul de Iarnă în 1764

Colecția de artă a palatului a fost alcătuită la întâmplare într-un mod eclectic, urmărindu-se de multe ori cantitatea decât calitatea. Multe opere de artă achiziționate pentru palate au sosit aici ca mărfuri din moment ce suverana achiziționa colecții gata formate. Ambasadorii împărătesei de la Roma, Paris, Amsterdam și Londra au fost instruiți să caute și să cumpere mii de opere de artă neprețuite în numele ei. În mod ironic, în timp ce înalta societate din Sankt Petersburg și restul familiei Romanov o luau în râs pe ultima împărăteasă pentru mobilarea palatelor ei cu obiecte de mobilier comandate de la Maples din Londra, urmau practicile Ecaterinei cea Mare cumpărând obiecte de artă „pe nevăzute”.
În acest fel, între 1764 și 1781 Ecaterina cea Mare a achiziționat șase colecții importante: cele ale lui Johann Ernst Gotzkowsky; Heinrich von Brühl; Pierre Crozat; Horace Walpole; Sylvestre-Raphael Baudouin; și, în cele din urmă, în 1787, colecția lui John Lyde-Brown. Aceste colecții mari de artă conțineau lucrări ale unor maeștri ca Rembrandt, Rubens, Tițian, Rafael, Tiepolo, van Dyck și Reni. Achiziționarea celor 225 de tablouri ce formau colecția Gotzkowsky a fost o sursă de mândrie personală pentru Ecaterina. Ea fusese alcătuită de Gotzkowsky pentru adversarul Ecaterinei, Frederic cel Mare al Prusiei, care, ca urmare a războaiele sale cu Rusia, nu-și mai putea permite să plătească pentru ea. Această colecție includea lucrări ale unor maeștri olandezi și flamanzi, printre care „Portretul unui tânăr care ține o mănușă” al lui Frans Hals. Colecția Bruhl a adus în 1769 în Palatul de Iarnă alte două lucrări de Rembrandt, Portretul unui savant și Portretul unui bătrân în roșu.
În timp ce unele aspecte ale acestei manii colecționare ar putea fi o manifestare a dorinței Ecaterinei de recunoaștere a calităților sale intelectuale, exista, de asemenea, o motivație fundamentală: necesitatea. Cu doar douăzeci de ani mai devreme, piesele de mobilier din palatele imperiale erau atât de rare încât somierele, oglinzile, mesele și scaunele trebuiau să fie trimise de la Moscova și Sankt Petersburg de fiecare dată când curtea imperială se muta.
Pe măsură ce palatul se umplea cu opere de artă, ele au devenit prea numeroase pentru a fi adăpostite în Ermitaj. Colecția de artă a Ecaterinei a devenit atât de mare încât în cele din urmă a devenit necesar să se comande arhitectului Iuri Velten, educat în Germania, construirea unei a doua prelungiri a palatului, care a devenit cunoscută în cele din urmă ca Vechiul Ermitaj (15). Mai târziu, Ecaterina a comandat o a treia prelungire, Teatrul Ermitaj, proiectată de Giacomo Quarenghi. Această construcție a necesitat demolarea ultimilor porțiuni rămase din Palatul de Iarnă al lui Petru cel Mare.

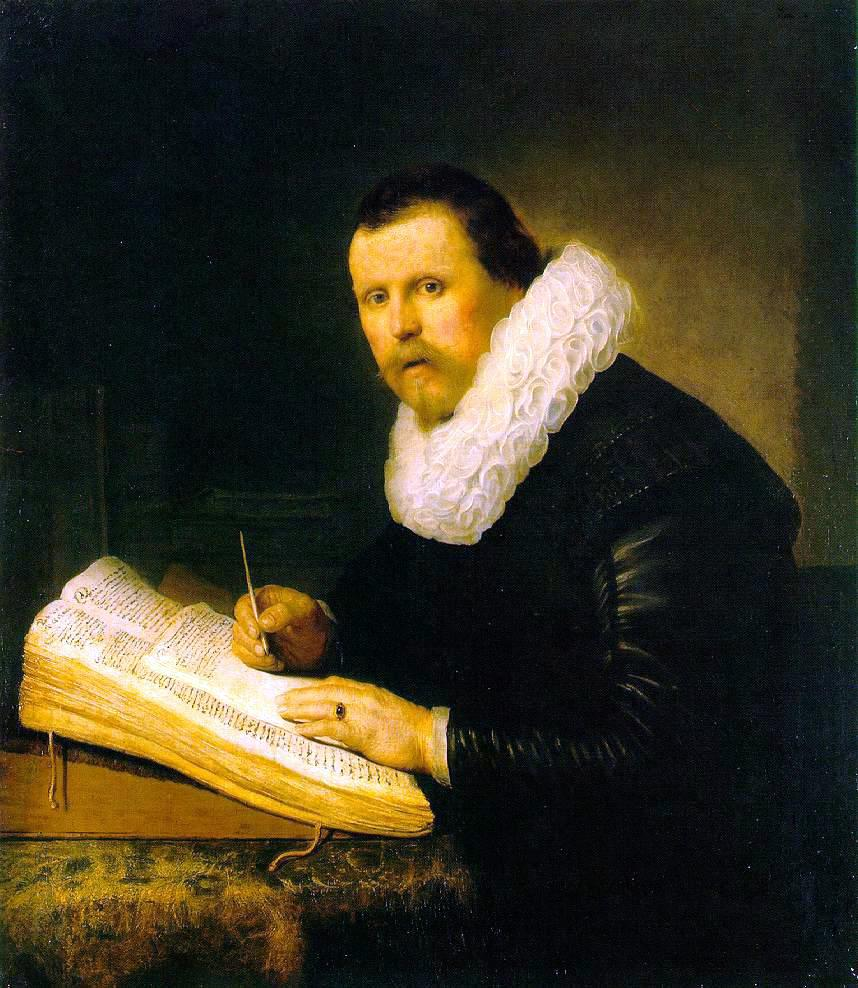
Rembrandt, Portretul unui savant, achiziționat în 1769. Ea este una din numeroasele picturi de Rembrandt din fosta Colecție Imperială.

Viața împărătesei la Ermitaj, înconjurată de artă și de prieteni, era mai simplă decât în Palatul de Iarnă învecinat; acolo, împărăteasa organiza mici dineuri intime. Servitorii erau excluși de la aceste mese și exista o inscripție pe perete în care scria „Așează-te unde vrei și când vrei, te rog, fără să ți se spună de o mie de ori”.
Ecaterina a fost responsabilă, de asemenea, pentru introducerea unei afecțiuni față de toate lucrurile franțuzești la curtea rusă. În timp ce ea ura Franța, dezgustul său nu s-a extins la cultura și manierele franceze. Limba franceză a devenit limba vorbită la curte; limba rusă era utilizată numai când se vorbea servitorilor și persoanelor de rang inferior. Aristocrația rusă a fost încurajat să îmbrățișeze filozofiile lui Molière, Racine și Corneille. Palatul de Iarnă trebuia să servească drept model pentru numeroasele palate rusești ale aristocrației, toate acestea fiind construite, la fel ca Palatul de Iarnă, prin muncă forțată sau de către iobagii ruși. Rafinamentul și manierele existente în interiorul Palatului de Iarnă se aflau într-o contradicție flagrantă cu realitatea sumbră a vieții din afara zidurilor exterioare ale acestuia. În 1767, pe măsură ce Palatul de Iarnă creștea în bogăție și splendoare, împărăteasa a publicat un edict prin care extindea iobăgia rusă. În timpul domniei sale au fost înrobiți peste un milion de țărani. Lucrările au continuat la Palatul de Iarnă până în momentul morții împărătesei, în 1796.

### Pavel I, Alexandru I și Nicolae I (1796-1855)

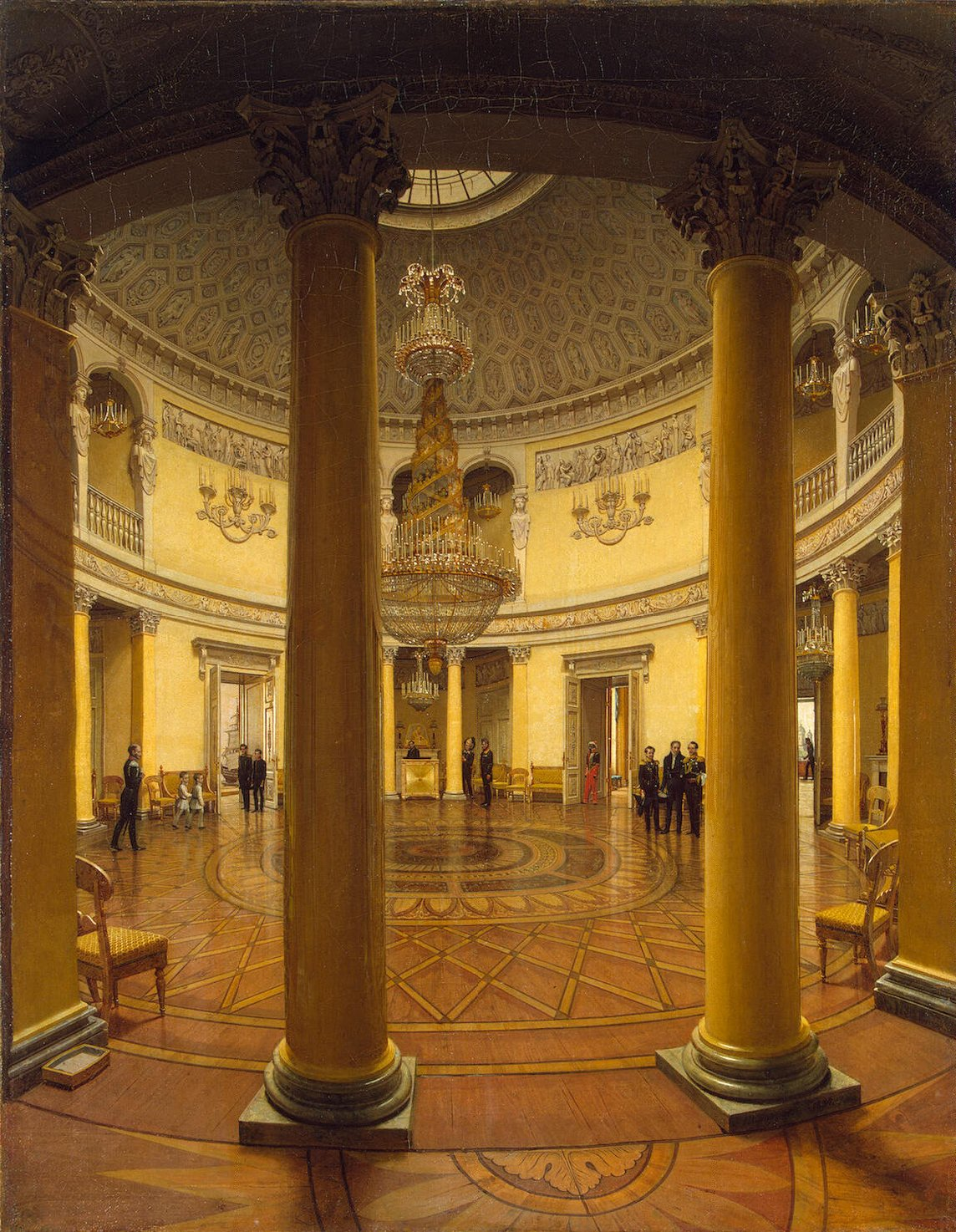
Rotunda (26). Această sală circulară, datând de la începutul secolului al XIX-lea, unește camerele de stat și private ale palatului, și reprezintă etapa finală și neoclasică a construirii palatului. Pictură de Efim Tuharinov

Ecaterina cea Mare a fost succedată de fiul ei, Pavel I. În primele zile ale domniei sale, noul țar (considerat de ambasadorul britanic a „nu fi în toate mințile”) a mărit numărul trupelor staționate la Palatul de Iarnă, amplasând posturi pentru santinele la distanțe mici în jurul clădirii. În cele din urmă, speriat de intrigi și de tentative de asasinat și disprețuind orice lucru care-i amintea de mama sa, el a refuzat să mai stea în Palatul de Iarnă și a construit castelul Mihailovski ca reședință a sa la Sankt Petersburg, pe locul nașterii sale. Țarul a anunțat că își dorea să moară în locul în care s-a născut. El a fost ucis acolo la trei săptămâni după ce se mutase în 1801. Pavel I a fost urmat de fiul său de 24 de ani, Alexandru I, care a domnit în Rusia în perioada haotică din timpul Războaielor Napoleoniene. După înfrângerea lui Napoleon în 1815, interiorul Palatului de Iarnă a fost modernizat în continuare, atunci când Alexandru I a cumpărat colecția de artă a fostei împărătese franceze Joséphine. Această colecție, formată din obiecte jefuite de armatele fostului ei soț Napoleon, conținea printre alte lucrări ale marilor maeștri pictura „Coborârea de pe Cruce”  a lui Rembrandt și patru sculpturi de Antonio Canova.
Succesorul lui Alexandru I a fost fratele său, Nicolae I, care a fost încoronat în 1825. Țarul Nicolae este monarhul căruia i se datorează aspectul actual al palatului. El a efectuat mai multe modificări ale interiorului palatului, fiind responsabil pentru reconstruirea completă după incendiul din anul 1837.

## Arhitectura
După ce lucrările au fost finalizate, forma exterioară a arhitecturii Palatului de Iarnă, cu decorațiunile sale formate din stucatură opulentă și statui pe frontoanele de deasupra fațadelor și ferestrelor, este în stil baroc. Aspectul exterior a rămas așa cum a fost finalizat în timpul domniei împărătesei Elisabeta. Fațadele principale, aflate înspre Piața Palatului și râul Neva, au fost întotdeauna accesibile și vizibile publicului. Numai la fațadele laterale sunt ascunse în spatele unor pereți din granit, mascând o grădină creată în timpul domniei lui Nicolae al II-lea. Clădirea a fost concepută mai degrabă ca un palat orășenesc decât ca un palat privat într-un parc, așa cum este palatul regilor francezi de la Versailles.

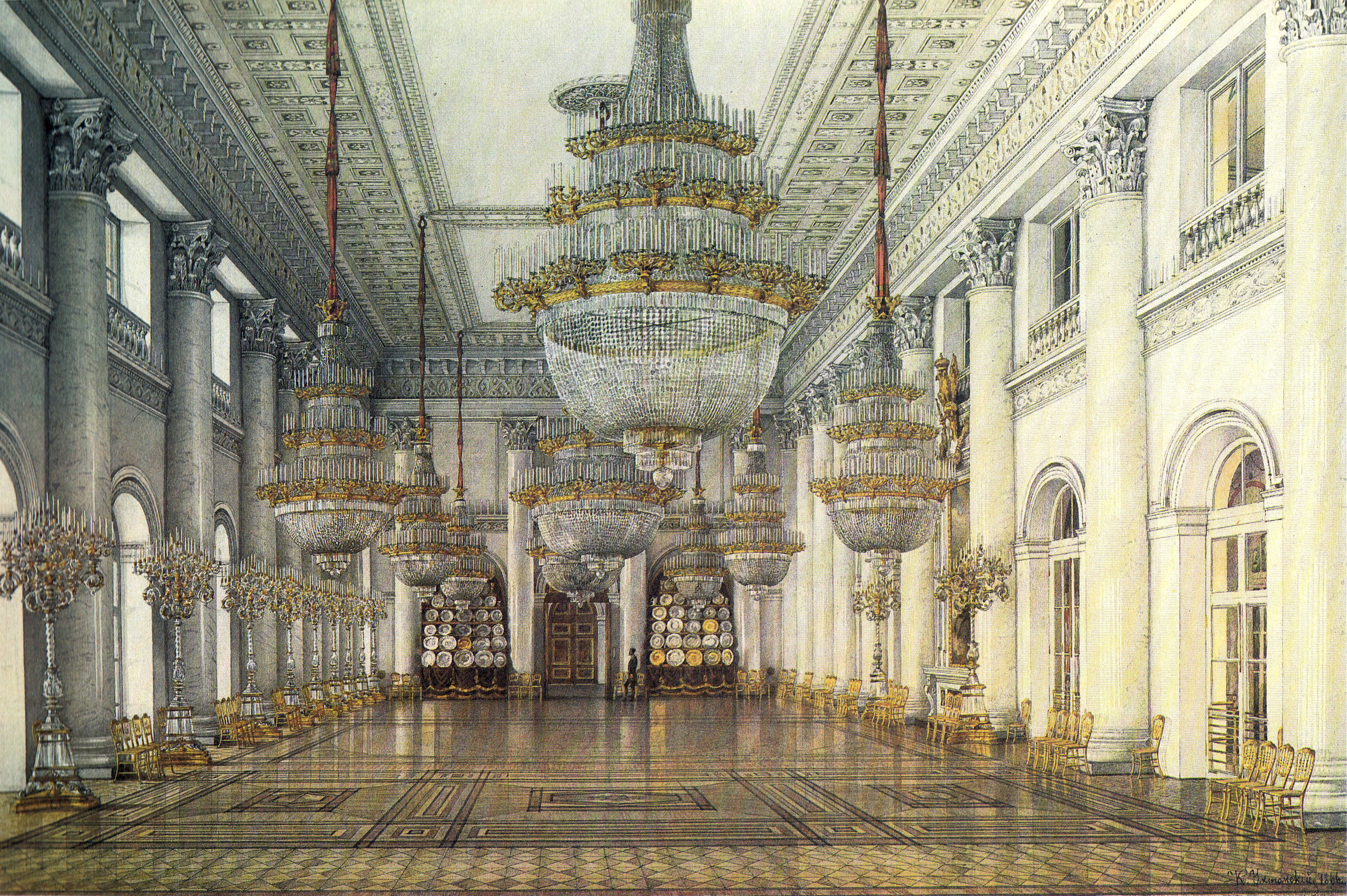
Sala Nicolae (nr. 6 în plan) este principala cameră de primire, aflată în centrul anfiladei Nevei. În această cameră aveau loc balurile curții. Pictură de Konstantin Uhtomski

Tema arhitecturală este păstrată în interiorul palatului. Primul etaj, fiind piano nobile, se distinge prin ferestre mai înalte decât cele de la etajele inferioare și superioare. Fiecare fereastră este separată de cea vecină printr-un pilastru. Monotonia repetitivă a timp creșteri este întreruptă doar de către plasate simetric ușor proeminente golfuri, multe cu propriile lor mic portic. Această temă a fost păstrată cu prilejul tuturor modificărilor și reconstrucțiilor ulterioare ale palatului. Singurele modificări externe au avut în vedere culoarea clădirii: palatul a fost pictat în diferite nuanțe în diferite momente din istoria sa. În secolul al XVIII-lea palatul a fost vopsit în culoarea galben-pai cu ornamente albe și aurii. În timpul domniei lui Nicolae I, în 1837, a fost vopsit în roșu mat, culoare păstrată și în timpul Revoluției și la începutul perioadei sovietice. În urma lucrărilor de restaurare efectuate după cel de-al Doilea Război Mondial, el a fost vopsit verde cu ornamente albe, schema sovietică standard pentru clădirile în stil baroc. (Palatul Stroganov, de exemplu, a fost vopsit în verde și alb în această perioadă).
Interiorul palatului apare ca o combinație a stilurilor baroc și neoclasic. O mică parte din interiorul în stil rococo al lui Rastrelli a supraviețuit; numai Scara Iordanului și Biserica mare și-au păstrat stilul lor original. Modificările interiorului s-au datorat în mare parte influențelor exercitate de arhitecții angajați de către Ecaterina cea Mare în ultimii ani de viață, Starov și Quarenghi, care au început să modifice mult interiorul palatului ce fusese proiectat de Rastrelli. Ecaterina a dorit întotdeauna să urmeze moda cea mai recentă, iar în timpul domniei ei au fost adoptate la Sankt Petersburg influențele arhitectonice neoclasice ce erau la modă în Europa Occidentală de la sfârșitul anilor 1760. Interioarele în stil neoclasic au fost scoase mai mult în evidență în timpul domniei nepotului Ecaterinei, Nicolae I.
Quarenghi este creditat cu introducerea stilului neoclasic la Sankt Petersburg. lucrarea Lui, împreună cu cea a lui Karl Ivanovici Rossi și Auguste de Montferrand, au transformat treptat Sankt Petersburgul într-un „oraș imperial”. Montferrand nu numai că a creat unele dintre cele mai grandioase interioare neoclasice ale palatului, dar a fost responsabil, de asemenea, cu înălțarea Coloanei lui Alexandru în timpul domniei lui Nicolae I în Piața Palatului nou-proiectată de Rossi.
Pentru o lungă perioadă de timp, Palatul de Iarnă a fost cea mai înaltă clădire din oraș. În 1844, Nicolae I a ordonat ca toate clădirile private să fie cu cel puțin un stânjen (2,13 m) mai mici decât Palatul de Iarnă. Această regulă a fost în vigoare până în 1905.

### Interior
Palatul de Iarnă avea 1.500 de camere, 1.786 de uși și 1.945 ferestre. Fațada principală are 150 m lungime și 30 m înălțime. Parterul conținea în cea mai mare parte încăperi cu scop administrativ și domestic, în timp ce la etajul al doilea se aflau apartamentele curtenilor principali și ale funcționarilor de rang înalt. Camerele principale și de locuit ale familiei imperiale sunt la primul etaj denumit piano nobile. Încăperile de stat principale, utilizate de curtea imperială, sunt situate în cele două anfilade din partea de sus a Scării Iordanului. Apartamentul în stil baroc al țarinei Elisabeta, aflat în partea de vest, cu fața către Neva, a fost complet reproiectat în anii 1790-1793 de Giacomo Quarenghi. El a transformat anfilada originală cu cele cinci camere de stat într-un apartament cu trei săli vaste, decorate cu coloane din marmură aparentă, basoreliefuri și statui.
O a doua suită de camere de stat aflată la sud de Biserica Mare a fost amenajată pentru Ecaterina a II-a. Între anii 1787 și 1795 Quarenghi a adăugat acestei suite o nouă aripă de est care conținea sala mare a tronului, cunoscută sub numele de Sala Sf. Gheorghe (13), care unea Palatul de Iarna cu palatul mai puțin formal al Ecaterinei, Ermitajul. Această suită a fost modificată în anii 1820, când a fost creată Galeria Militară (11) dintr-o serie de camere mici pentru a sărbători înfrângerea lui Napoleon. Această galerie, care fusese concepută de Alexandru I, a fost proiectată de Carlo Rossi și construită între iunie și noiembrie 1826 sub domnia lui Nicolae I; ea a fost inaugurată pe 25 octombrie 1826. Pentru expoziția anului 1812, țarul a comandat 332 portrete ale generalilor care au avut un rol esențial în înfrângerea Franței. Artistul a fost englezul George Dawe, care a fost asistat de Alexander Poliakov și Wilhelm August Golicke.
Nicolae I a fost, de asemenea, responsabil pentru crearea Galeriei Bătăliilor (19), care ocupă porțiunea centrală a fațadei dinspre Piața Palatului. Încăperile au fost reproiectate de Alexandr Briullov pentru a comemora victoriile ruse anterioare anului 1812. Interesant este că, în imediata apropiere a acestor încăperi ce sărbătoreau înfrângerea francezilor, se aflau camerele (18) în care ducele Maximilian de Leuchtenberg, fiul vitreg al lui Napoleon și ginerele țarului, a trăit în primele zile ale căsătoriei sale.

### Incendiul din 1837
În anul 1833 arhitectul de Montferrand a fost angajat pentru a reproiecta camerele de stat de pe latura estică și a amenaja Sala Feldmareșalului și Sala Mică a Tronului (9 și 10). În 1837 a izbucnit un incendiu. Cauza izbucnirii sale este necunoscută, dar pentru răspândirea rapidă a focului a fost învinuit de Montferrand. Arhitectul a fost grăbit de țar să termine lucrările cât mai repede, așa că a folosit materiale din lemn unde ar fi trebuit să folosească materiale din piatră. În plus, pereții despărțitori din lemn construiți în grabă au ascuns șeminee dezafectate; burlanele lor, împreună cu gurile înguste de ventilație, au acționat pe post de coșuri pentru foc, permițându-i să se răspândească neobservat între pereți de la o cameră la alta până când nu s-a mai putut stinge.

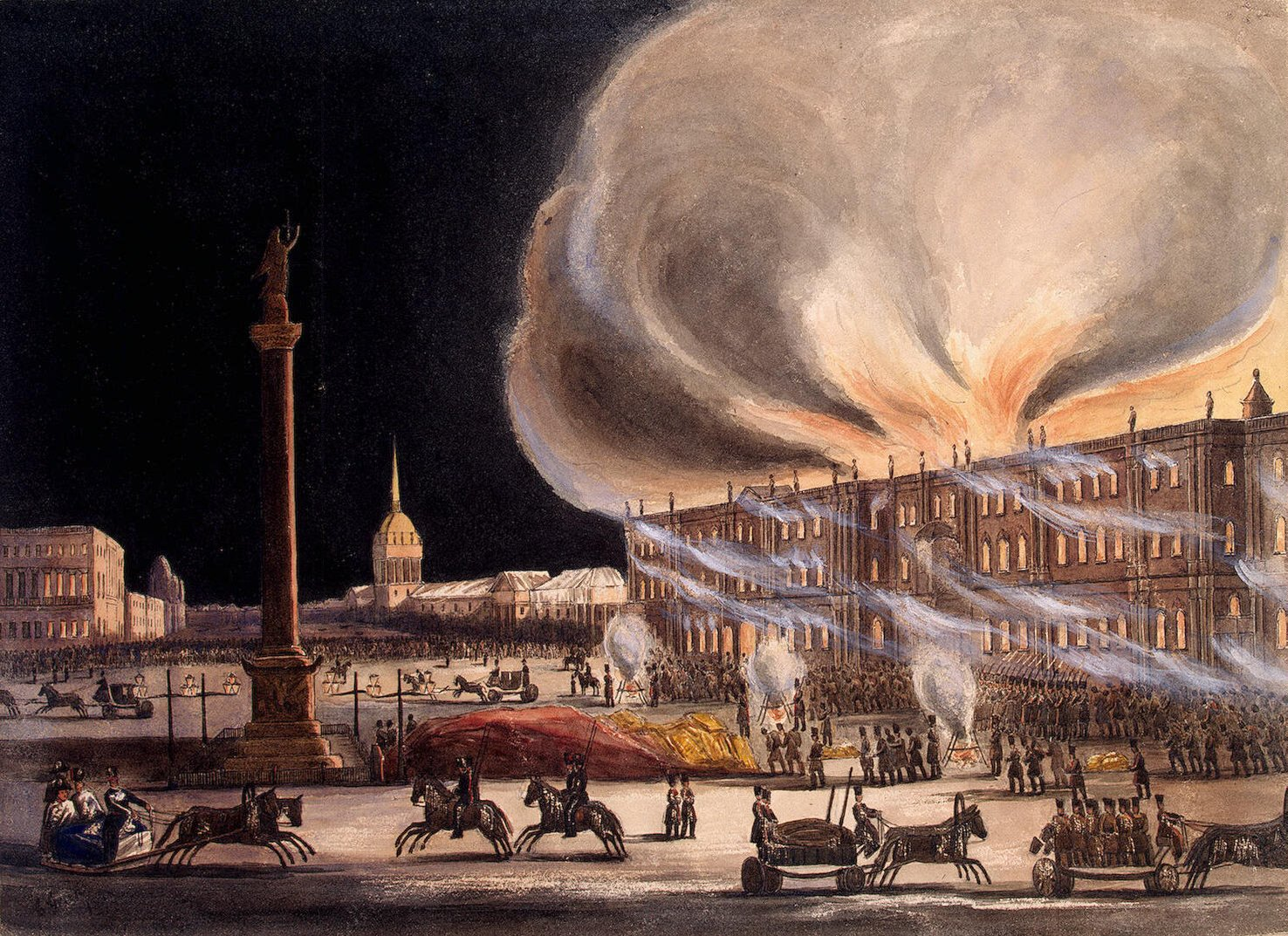
Incendiu în Palatul de Iarnă de Boris Green

Odată detectat, focul a continuat să se răspândească, dar suficient de încet pentru ca personalul și gărzile palatului să poată salva o mare parte din conținut, depozitându-le pe zăpadă în Piața Palatului. Acest lucru a fost o mare realizare, deoarece comorile Palatului de Iarnă au fost întotdeauna mai degrabă mobilierul masiv și ornamentele fragile decât tablourile ușoare. Pentru a crea o barieră împotriva focului, țarul a ordonat distrugerea a trei pasaje care duceau la Ermitaj, o acțiune norocoasă care a salvat clădirea și o colecție de artă imensă. Poetul rus Vasili Jukovski a fost martor al incendiului — „un foc mare cu flăcările ajungând la cer”. Focul a ars timp de mai multe zile și a distrus cea mai mare a interioarelor Palatului de Iarnă.
Părând să ignore dimensiunea palatului, țarul a ordonat ca reconstruirea palatului să fie finalizată în termen de un an. Marchizul de Custine a descris „eforturile nemaipomenite” care au fost necesare pentru a realiza acest lucru. „În timpul marilor geruri 6.000 de muncitori au lucrat permanent acolo; un număr considerabil dintre aceștia au murit zilnic, dar victimele au fost imediat înlocuite de alți muncitori aduși aici înainte de a pieri”. Lucrările au fost supravegheate de Piotr Kleinmichel, care dobândise deja o reputație de om crud atunci când a activat în cadrul așezărilor militare sub comanda lui Arakceev.
Reconstruirea palatului a profitat de cele mai recente tehnici de construcție ale erei industriale. Acoperișul era susținut de un cadru metalic, în timp ce plafoanele din sălile mari erau susținute de grinzi de fier. După incendiu, fațadele exterioare, majoritatea camerelor de stat principale, scara Iordan și Biserica mare au fost restaurate după forma și decorațiunile lor inițiale de către arhitectul Vasili Stasov. Unele camere precum Sala Armelor, cea de-a doua cameră ca mărime din Palatul de Iarnă, au fost ornamentate mult mai bogat și aurite. Încăperile mai mici și cele private ale palatului au fost modificate și decorate de Alexandr Briullov în diferite stiluri contemporane de la acea vreme, după capriciile ocupanților, de la gotic la rococo. Budoarul purpuriu al țarinei (23), apartamentele imperiale private, au fost reproduse fidel în stilul rococo, pe care Ecaterina a II-a și arhitecții au început să-l elimine din palat cu mai puțin de 50 de ani mai devreme. Camera de Malachit, camera principală de primire a țarinei, a fost creată după ce Camera de Jad fusese distrusă în urma incendiului. Cu toate că palatele sale erau pline de splendoare, țarul însuși iubea simplitatea. Dormitorul lui din Palatul de Iarnă avea un interior spartan, fără ornamente, cu excepția unor hărți și a unei icoane, iar monarhul dormea pe un pat militar cu o saltea umplută cu paie.

## Folosirea palatului
În timp ce camerele de stat ocupau aripile de nord și de est ale palatului și camerele private ale familiei imperiale ocupau aripa de vest, cele patru colțuri ale clădirii conțineau încăperi mici, care erau apartamentele membrilor mai puțin importanți ai familiei imperiale. Acesta este unul dintre motivele pentru care palatul poate părea un ansamblu confuz de săli sau saloane mari fără vreun scop evident situate în colțuri ciudate ale palatului. Faptul că Salonul Malachit este separat de Salonul de Aur, la fel de mare, de o serie de dormitoare și mici cabinete de lucru poate părea la început neobișnuit. Cu toate acestea, atunci când sunt se ia în considerare că Salonul Malachit era principala sală de recepție a apartamentului împărătesei în timp ce Salonul de Aur era camera de primire principală a nurorii sale, țarevna, amenajarea camerelor capătă mai mult sens. În mod similar vasta Sală Albă, atât de departe de alte săli mari, era de fapt sala principală a apartamentelor țareviciului și țarevnei. Astfel, Palatul de Iarnă poate fi privit ca o serie de palate mici aflate într-un palat mare, în care încăperile cele mai mari și mai grandioase erau publice, în timp ce rezidenții locuiau în apartamente de dimensiuni diferite, alocate în funcție de rang.
În calitate de locuință principală a țarilor ruși, palatul a fost un loc prevăzut să permită o ședere luxoasă și abundentă, precum și modalități diverse de divertisment. Masa putea primi 1000 de persoane, în timp ce camerele de stat puteau primi până la 10.000 de oameni — toți trebuiau să stea în picioare, deoarece nu se aflau scaune. Aceste camere, săli și galerii erau încălzite la o temperatură atât de înaltă încât atunci când afară erau mai puțin de zero grade, în interior înfloreau plante exotice, în timp ce iluminatul strălucitor dădea camerelor o lumină apropiată de cea din zilele de vară.

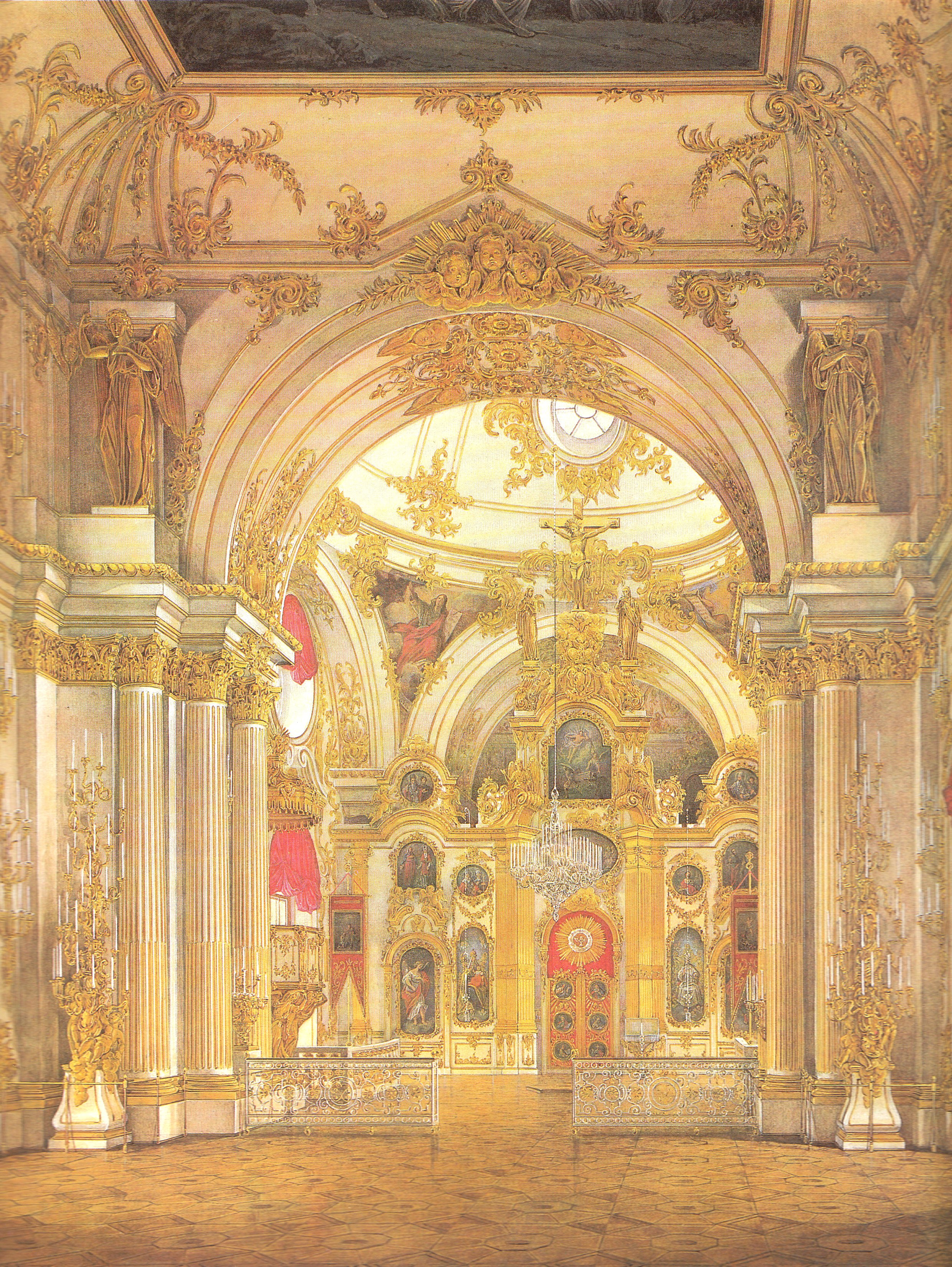
Biserica mare a Palatului de Iarnă păstrează și astăzi aspectul său original în stil rococo. Cupola în formă de bulb de ceapă de deasupra este una dintre puținele concesii făcute vechii arhitecturi rusești care putea fi văzută din exterior. Pictură de Eduard Hau

Oaspeții de la evenimentele ceremoniale și de stat trebuiau să urmeze un traseu pentru procesiuni, ajungând în curtea palatului pe sub arcada centrală a fațadei sudice și intrând apoi în palat prin intrarea de stat (numită uneori intrarea ambasadorilor) (38). Ei treceau apoi printre coloanele Sălii Iordanului înainte de a urca scara imperială aurită (8), de unde se desprindeau cele două anfilade ale camerelor de stat. Scara principalul sau Scara Iordanului, numită astfel pentru că la sărbătoarea de Bobotează țarul cobora pentru ceremonia binecuvântării apelor, este una dintre puținele părți ale palatului care păstrează aspectul său original în stil rococo din secolul al XVIII-lea, deși coloanele masive de granit gri au fost adăugate la mijlocul secolului al XIX-lea.
Una dintre cele mai importante încăperi era Biserica mare a palatului (16). Având statutul de catedrală, ea avea o semnificație religioasă mai mare decât capelele majorității palatelor regale europene. Nunțile Romanovilor erau, de obicei, celebrate aici după o tradiție neschimbată și rigidă și cu un fast cerut de protocol. Chiar și rochia miresei, și modul de îmbrăcare, erau dictate de tradiție. Îmbrăcată de împărăteasă, mireasa și procesiunea ei treceau din salonul de malachit în biserică prin camerele de stat.
Membrii familiei imperiale nu au fost singurii locuitori ai palatului; sub cadrul metalic de la mansarde trăia o armată de servitori. Atât de vaste erau încăperile destinate servitorilor că un fost slujitor și familia sa, fără știrea autorităților palatului, s-a mutat sub acoperișul palatului. Ei au fost descoperiți doar de mirosul de bălegar de la vaca pe care au introdus-o ilegal în clădire pentru a avea parte de lapte proaspăt. Se pare că această vacă nu a fost singura bovină din mansardă; alte vaci erau păstrate în apropierea camerelor ocupate de domnișoarele de onoare, în scopul de a oferi lapte proaspăt pentru bucătării. Această practică a fost întreruptă după incendiul din 1837.

### Muzeul Imperial Ermitaj

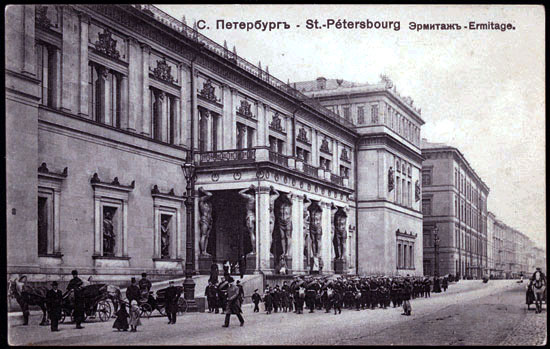
Porticul Atlanților în prelungirea Noului Ermitaj al Ecaterinei a II-a, prima galerie de artă publică a Rusiei.

După moartea Ecaterinei cea Mare, Ermitajul a devenit o colecție privată de comori a țarilor, care au continuat să o extindă, deși nu în măsura frenetică a Ecaterinei cea Mare. În 1850 a fost achiziționată colecția lui Cristoforo Barbarigo. Această colecție de la Veneția a adus în Palatul de Iarnă mai multe opere ale lui Tițian, pe lângă multe altele creații artistice renascentiste din secolul al XVI-lea.
Nicolae I, conștient de existența marilor galerii de artă din alte capitale europene, a extins mult Marele Ermitaj al Ecaterinei cea Mare (15) și l-a transformat într-o galerie de artă publică. În 1839 arhitectul german Leo von Klenze a întocmit planurile, iar execuția lor a fost supravegheată de Vasili Stasov, asistat de Alexandr Briullov și Nikolai Efimov. Fiind implicați atât de mulți arhitecți, au existat în mod inevitabil multe conflicte cu privire la proiectarea și executarea acesteia în cursul anilor 1840, iar țarul a intervenit în mod frecvent ca moderator. În cele din urmă, după unsprezece ani de construcție și de conflicte între arhitecți, primul muzeu de artă din Rusia, Muzeul Imperial Ermitaj, a fost deschis pe 5 februarie 1852. Fațadele clădirii au fost inspirate de arhitectura schinkelescă, având trei arcade din marmură gri. Întregul complex este remarcabil pentru planurile asimetrice ale aripilor și etajelor sale. Din ordinul țarului, vizitatorii muzeului erau obligați să poarte rochie de seară, chiar și dimineața. Țarul a decretat, de asemenea, că jobenele gri sunt pălării „evreiești” și fracurile sunt „revoluționare”. Odată ce codul vestimentar a fost negociat, publicul a văzut o expoziție imensă de artă, dar numai o parte a colecției imperiale, din moment ce Palatul de Iarnă și alte palate imperiale au rămas închise pentru public.

## Ultimii țari (1855-1905)

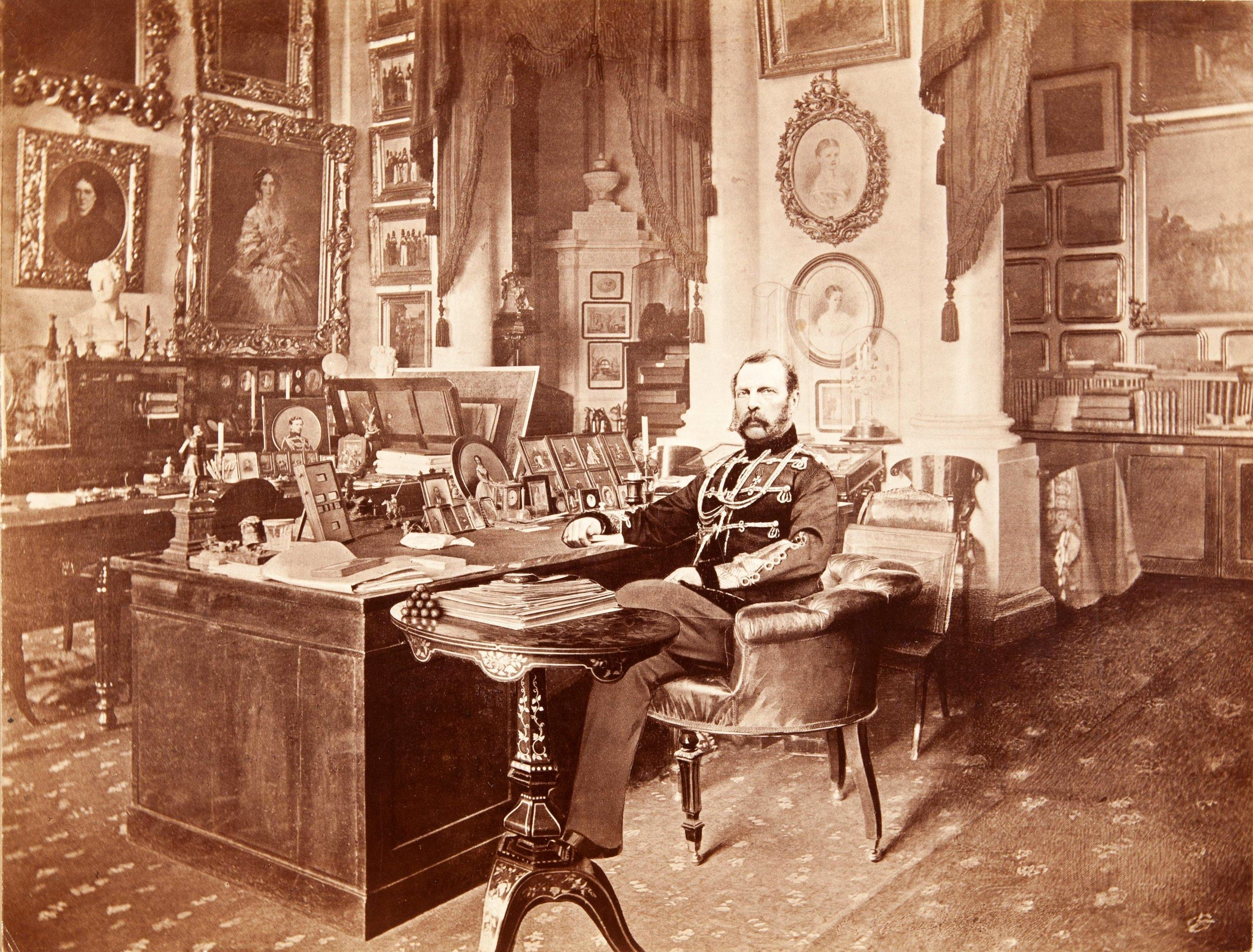
Alexandru al II-lea fotografiat în biroul său (24) din Palatul de Iarnă

Palatul de Iarnă a fost o reședință oficială a suveranilor ruși din 1732 până în 1917; cu toate acestea, era casa lor pentru mai mult de 140 de ani. Ultimul țar care a locuit efectiv în palat a fost Alexandru al II-lea, care a domnit de la 1855 până în 1881, când a fost asasinat. În timpul domniei sale -au adus mai multe completări spațiului interior; s-a achiziționat colecția arheologică și antică a nefericitului marchiz de Cavelli în 1861 și „Madona cu pruncul” a lui Leonardo da Vinci” în 1865; cea de-a doua operă a lui Leonardo cu același nume, așa-numita „Madonna Benois”, a fost achiziționată mai târziu, în 1914.
Alexandru al II-lea a fost o țintă permanentă a tentativelor de asasinat, iar una dintre ele a avut loc chiar în Palatul de Iarnă. Această încercare ce a amenințat viața împăratului a fost organizată de un grup cunoscut sub numele de Narodnaia Volia (Voința poporului) și condus de fanaticul Andrei Jeliabov și de amanta lui, Sofia Perovskaia, care i-a devenit mai târziu soție. Perovskaia, fiica unui fost guvernator al orașului Sankt Petersburg, era bine situată în înalta societate pentru a afla informații cu privire la întâmplările de la palat și prin legăturile ei a aflat de efectuarea unor reparații în subsolul palatului. Un membru al grupului, de profesie tâmplar, a intrat ulterior în echipa de muncitori. În fiecare zi a purtat cu el batoane de dinamită ascunse printre instrumentele sale de lucru și le-a plasat sub sala de mese privată. Cantitatea de dinamită era atât de mare că existența unei podele între sala de mese și subsol nici nu a mai contat. Încărcătura explozivă urma să fie detonată în seara zilei de 5/17 februarie 1880, când țarul și familia imperială luau cina. Din fericire pentru Romanovi, sosirea unui oaspete de la Berlin a fost amânată, iar cina a fost amânată pentru prima dată în ultimii ani. Bomba a explodat exact când familia imperială își părăsea apartamentele pentru a merge în sala de mese. Atât de mare a fost explozia încât a putut fi auzită în întregul Sankt Petersburg. Sala de mese a fost complet distrusă și 11 membri ai Gărzii Finlandeze din Camera de Gardă aflată dedesubt au fost uciși, iar alți 30 au fost răniți. Acest incident reprezintă una dintre primele utilizări ale unei bombe cu ceas în scopuri politice. Ziarul New York Times din 4 martie 1880 consemna că „dinamita utilizată se afla introdusă într-o cutie de fier și a explodat printr-un sistem controlat cu un ceas folosit de bărbatul Thomas la Bremen cu câțiva ani în urmă”.
În 1881 revoluționarii au avut succes în cele din urmă și Alexandru al II-lea a fost asasinat în timp ce se afla într-o trăsură ce mergea pe străzile din Sankt Petersburg. Palatul de Iarnă nu a mai fost locuit niciodată cu adevărat. Noul țar Alexandru al III-lea a fost informat de consilierii săi pe probleme de securitate că era imposibil ca Palatul de Iarnă să devină un loc complet sigur. Familia imperială s-a mutat apoi în Palatul Gatcina, la circa 64 km de Sankt Petersburg. Prin comparație cu Palatul de Iarnă, Palatul Gatcina, care avea 600 de camere și șanțuri de apărare, se afla în pădure și era o confortabilă casă de familie. Atunci când se afla în Sankt Petersburg, familia imperială a locuit în Palatul Anicikov, în timp ce Palatul de Iarnă era folosit pentru ceremoniile oficiale. S-au făcut astfel economii mari în ceea ce privește produsele alimentare și vinul. Țarul era extrem de interesat de costurile de exploatare ale palatului, insistând ca lenjeria de masă să nu fie schimbată zilnic, iar lumânările și săpunul să nu fie înlocuite până când nu s-au consumat complet. Chiar și numărul de ouă folosite la omletă a fost redus. În timp ce țarul făcea economii în ceea ce privește cheltuielile de uz casnic, el a adăugat noi obiecte de artă colecției imperiale de la Palatul de Iarnă și din Ermitaj. Oficial, Muzeul Ermitaj avea o alocație anuală pentru noi achiziții de 5.000 de ruble, dar când aceasta s-a dovedit insuficientă țarul a cumpărat pe banii lui obiecte de artă pentru muzeu.
Împărăteasa Maria Feodorovna (Dagmar a Danemarcei), soția lui Alexandru al III-lea, a dorit să aibă o grădină în centrul curții principale, în 1885, într-o zonă anterior pietruită și lipsită de vegetație. Arhitectul curții Nikolai Gornostaiev a proiectat o grădină înconjurată de un soclu de granit și a amenajat o fântână, a plantat copaci în curte și a construit trotuare de calcar de-a lungul zidurilor palatului.
În 1894 Nicolae al II-lea i-a succedat tatălui său, Alexandru al III-lea. Ultimul țar a suspendat perioada de doliu pentru tatăl său de la curte pentru a se căsători cu Alix de Hessa într-o ceremonie fastuoasă organizată la Palatul de Iarnă. Cu toate acestea, după ceremonie, cuplul proaspăt căsătorit s-a retras la Palatul Anicikov, împreună cu împărăteasa mamă. Acolo și-au început viața conjugală în șase camere mici.

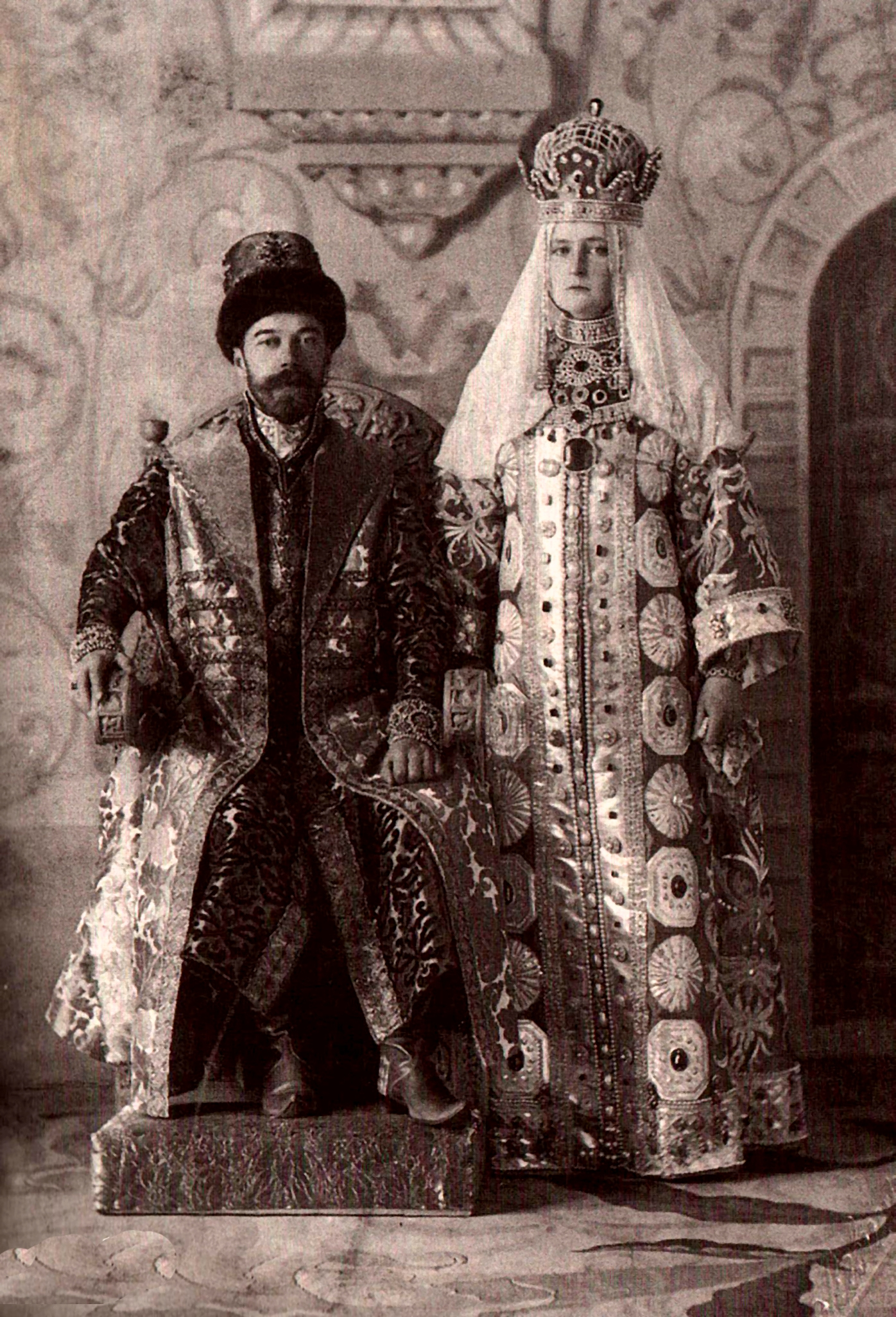
Nicolae al II-lea și împărăteasa costumați ca Alexei I și Maria Miloslavskaia, pentru ultimul bal imperial din Palatul de Iarnă

În 1895, Nicolae și Alexandra s-au stabilit la Palatul Alexandru de la Țarskoe Selo. Acesta a devenit palatul lor favorit pentru restul domniei. Cu toate acestea, din decembrie 1895 ei au locuit pe perioada de iarnă și în Palatul de Iarnă. Arhitectul Alexandr Krasovski a primit sarcina de a redecora mai multe camere din colțul de nord-vest a palatului, inclusiv Biblioteca Gotică.
În 1896, soția lui Nicolae al II-lea a fost creditată cu amenajarea unei alte grădini (35) pe fostul teren de paradă, sub ferestrele apartamentelor private ale familiei imperiale. Ea a considerat deranjant faptul că publicul ar fi putut să se uite prin ferestrele apartamentului ei. Grădina a fost amenajată de arhitectul peisagist Georg Kuphaldt, directorul administrației grădinilor și parcurilor din Riga. Aceasta este una dintre cele două grădini care s-au păstrat și astăzi la palat.
În timpul domniei lui Nicolae al II-lea, viața de la curte a fost mai liniștită ca niciodată, din cauza caracterului retras al țarinei și a neîncrederii în înalta societate din Sankt Petersburg. În opinia împărătesei: „Sankt Petersburg este un oraș corupt și nu un strop din Rusia”. Sub influența ei, recepțiile curții și balurile de la Palatul de Iarnă, care erau plăcute și cultivate de nobilimea înaltă, au ajuns la final. Acestea au fost rapid înlocuite cu spectacole teatrale organizate la Ermitaj, dar acestea „nu au plăcut nimănui” și au fost anulate și ele în cele din urmă.
Ultimul eveniment imperial mare din Palatul de Iarnă a fost un bal tematic ce sărbătorea domnia țarului Alexei I, care a avut loc pe 11 și 13 februarie 1903. Marele Duce Alexandru Mihailovici considera ulterior această ocazie ca „ultimul bal spectaculos din istoria imperiului... [dar] o Rusie nouă și ostilă se zgâia prin ferestrele mari ale palatului, în timp ce noi dansam, muncitorii făceau grevă și norii din Extremul Orient atârnau periculos de jos”. Întreaga familie imperială, țarul ca Alexei I, împărăteasa ca Maria Miloslavskaia, toți îmbrăcați în ținuta extravagantă a secolului al XVII-lea, a pozat în teatrul de la Ermitaj, mulți purtând podoabe originale neprețuite aduse special de la Kremlin, pentru ceea ce avea să fie ultima lor fotografie împreună.
În 1904, Rusia era în război cu Japonia și nou-născutul țarevici era bolnav; țarul și împărăteasa au abandonat permanent orașul Sankt Petersburg, Palatul de Iarnă și înalta societate (considerată decadentă și imorală de către împărăteasă) pentru un confort, siguranță și intimitate mai mari în palatele de la Țarskoe Selo. Astfel, Palatul de Iarnă, conceput și destinat pentru a impresiona, reflecta și întări puterea Romanovilor, și-a pierdut rațiunea de a fi cu mai mult de un deceniu înainte de căderea dinastiei pe care era destinat să o adăpostească și să o slăvească.

### Căderea dinastiei Romanov (1905-1918)

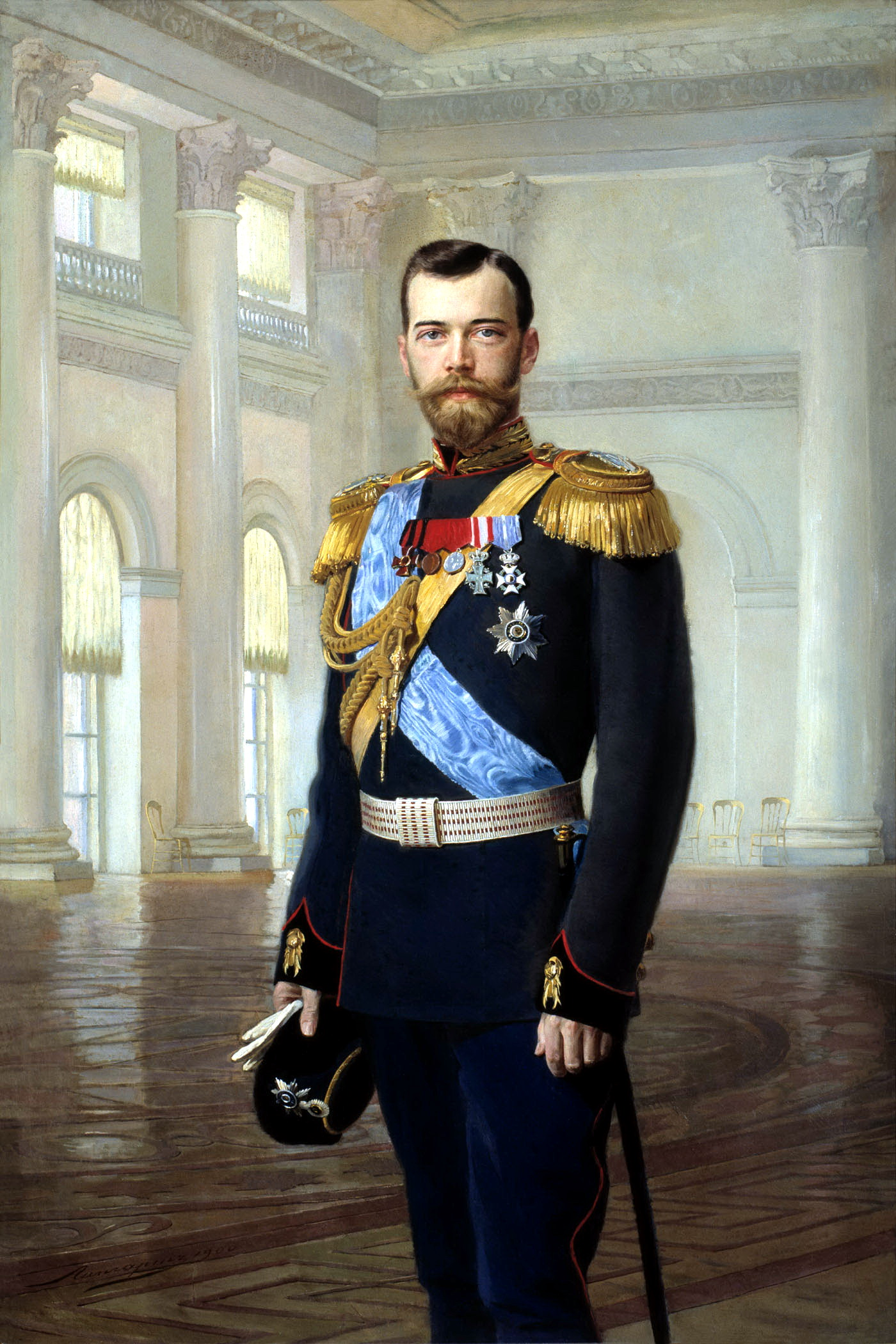
Nicolae al II-lea, ultimul țar al Rusiei, în Sala Nicolae. Portret de Earnest Lipgart, de la începutul anilor 1900.

După mutarea familiei imperiale în palatul Alexandru de la Țarskoe Selo, Palatul de Iarnă a devenit un pic mai mult decât o clădire administrativă de birouri și un loc în care aveau loc rar festivități oficiale. În cursul anului, familia se muta dintr-un palat în altul: în martie, la Livadia; în mai la Peterhof (nu în palat, ci într-o vilă construită în secolul al XIX-lea pe domeniile imperiale); în iunie, membrii familiei mavigau pe iahtul imperial Standart; luna august era petrecută în Polonia, la Spala, iar în luna septembrie familia se întorcea la Livadia, înainte de a reveni la Țarskoe Selo pentru lunile de iarnă.
Țarul și-a arătat opinia față de capitala Sankt Petersburg în 1912, când a avut loc o petrecere de adio a demnitarilor și familia imperială le-a urat rămas bun, deoarece pleca spre zone cu o climă mai caldă: „Îmi pare rău de voi că trebuie să rămâneți în această mlaștină”. Cu toate acestea, supușii simpli ai țarului vedeau Palatul de Iarnă nu numai ca o reședință a țarilor, dar și un simbol al puterii imperiale. Ca urmare a acestei funcții pe care o deținea, palatul s-a aflat în centrul unora dintre cele mai importante evenimente din Rusia ce au avut loc la începutul secolului al XX-lea. Trei dintre aceste evenimente au rămas în istoria Rusiei: masacrul din Duminica însângerată (1905), deschiderea primei Dume de Stat în 1906, care a avut loc în Sala Sf. Gheorghe (13), și în cele din urmă ocuparea palatului de către revoluționari în 1917.
Masacrul din Duminica însângerată a fost un rezultat al ignoranței publice cu privire la locul de reședință al țarului. Acest eveniment sângeros a avut loc pe 9/22 ianuarie 1905, în timpul unui marș al muncitorilor către Palatul de Iarnă. Împușcăturile în direcția demonstranților au avut loc în apropiere de Catedrala Sf. Isac, la intrarea în Grădina Alexandrovski care ducea în Piața Palatului. Masacrul a fost declanșat atunci când popularul conducător al clasei muncitoare, preotul ortodox rus Gheorghi Gapon, și-a anunțat intenția de a-i conduce pe cei 100.000 de greviști neînarmați pentru a prezenta țarului o petiție prin care se cereau reforme fundamentale și instituirea unui parlament. Protestatarii nu știau că palatul nu mai era decât un simbol al puterii imperiale și că țarul nu mai locuia acolo. Țarul a fost informat de protestele planificate cu doar o seară mai înainte și nu s-a făcut nici o sugestie ca țarul să primească o delegație a demonstranților sau să trimită un reprezentant care să accepte petiția. În schimb, ministrul de interne a mobilizat trupe suplimentare însărcinate cu paza palatului și reprimarea demonstrației. În momentul când greviștii s-au apropiat de palat purtând icoane religioase și cântând imnul imperial, trupele țarului au deschis focul. Numărul exact al victimelor este necunoscut și face obiectul unor dispute între istorici, dar potrivit unor estimări medii ar fi fost răniți și uciși aproximativ 1.000 de bărbați, femei și copii. Masacrul, care a ajuns să fie cunoscut sub numele de Duminica însângerată, a fost o greșeală gravă săvârșită de Ohrana și avea să aibă consecințe grave pentru regimul țarist. El a ajuns să fie, de asemenea, un catalizator al Revoluției ruse din 1905.

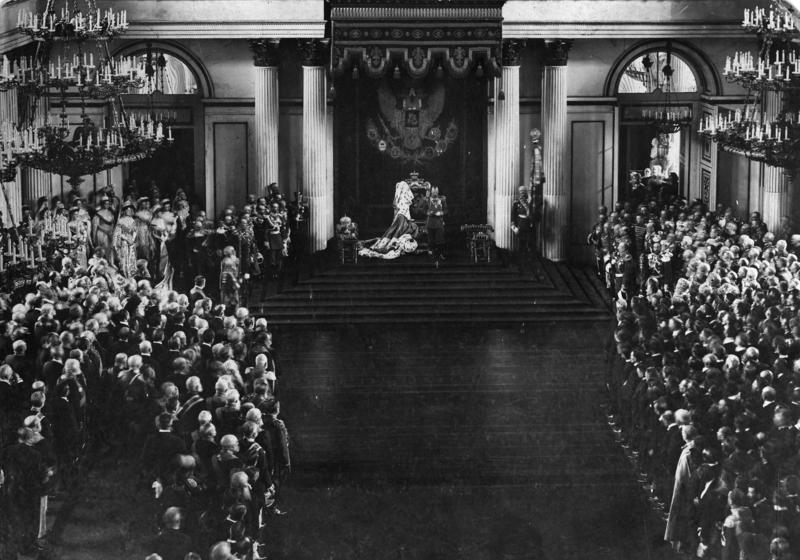
Sala Sf. Gheorghe (13), 1906: tronul drapat și flancat de emblemele imperiale ale Romanovilor, familia imperială (la stânga tronului) și membrii Primei Dume de Stat asistă la deschiderea de către țar a lucrărilor primei Dume. Sora țarului afirma: „muncitorii....ne priveau ca și cum ne-ar urî”.

Puține schimbări politice au avut loc în Rusia în perioada următoare, iar Palatul de Iarnă a rămas în obscuritate. În 1913 dinastia Romanov și-a sărbătorit tricentenarul, dar mulțimea care s-a înghesuit să asiste la procesiune a fost redusă numeric, împărăteasa a părut nefericită și moștenitorul bolnav. Țarul și împărăteasă au refuzat să organizeze un bal aniversar în Palatul de Iarnă, ținând în schimb două mici recepții, fără ca împărăteasa să participe la vreuna din ele. În 1914, Rusia a fost nevoită să intre în război ca urmare a faptului că făcea parte din Antantă. Țarul și împărăteasa au revenit pentru scurt timp în Palatul de Iarnă pentru a asista din balcon la plecarea trupelor pe front. În mod ironic, spre deosebire de monarhii celorlalte țări din Europa, care stăteau în balcoane împodobite cu țesături din catifea și erau flancați de familiile lor, țarul și împărăteasa au stat singuri într-un colț al balconului neîmpodobit, părând aproape pierduți lângă emblema imperială supradimensionată, care avea să fie dată jos curând de proprii lor supuși. După ce trupele ce plecau pe front și-au salutat monarhul în fața palatului, au fost elaborate planuri pentru a depozita în siguranță obiectele de valoare din palat și pentru a transforma camerele de stat într-un spital în care să fie îngrijiți militarii răniți.
În prima etapă a războiului, Rusia a suferit pierderi grele în bătăliile de la Lacurile Mazuriene și Tannenberg, iar mulți dintre răniți au fost aduși pentru a fi tratați în spitalul organizat în Palatul de Iarnă. Spitalul a primit în octombrie 1915 numele țareviciului Alexei Nikolaevici și a fost complet echipat, iar camerele de stat au fost transformate în saloane pentru primirea pacienților. Sala Mareșalilor a devenit salon de tratament, iar Sala Armelor sală de operație. Sala mică a tronului era folosită pe post de cameră a medicilor, în timp ce personalul de rang inferior era cazat în Sala Nicolae și în anticameră. Asistentele au fost adăpostite în apartamentele private rezervate membrilor familiei Romanov. Galeria anului 1812 a fost transformată în depozit, iar vestibulul de la Scara Iordan în cantină și birou de primire.
Pe măsură ce războiul mergea tot mai rău pentru Rusia, situația sa dezastruoasă se reflecta și la Sankt Petersburg. Țarul a decis să plece pe front, lăsând-o pe împărăteasă să conducă efectiv Rusia de la Țarskoe Selo. Aceasta a fost o mutare nepopulară atât în rândul supușilor țarului, cât și al familiei Romanov, deoarece împărăteasa a numit și concediat funcționari superiori adesea fără discernământ, la sfatul favoritului ei, Rasputin. După asasinarea lui Rasputin de către o rudă îndepărtată a țarului în decembrie 1916, deciziile și numirile împărătesei au devenit mult mai imprevizibile, iar situația s-a înrăutățit și Sankt Petersburg-ul a căzut sub stăpânirea completă a revoluționarilor.
Înțelegând lipsa de speranță a războiului și situația dificilă de pe plan intern, pe 15 martie 1917, Nicolae al II-lea a abdicat în favoarea fratelui său, Marele Duce Mihail Alexandrovici. Marele Duce a refuzat imediat să accepte tronul fără sprijinul armatei și al poporului său. A fost numit un guvern provizoriu, iar mai mulți membri ai fostei familii imperiale au fost arestați, inclusiv fostul țar, fosta țarină și copiii lor. Nici un membru al familiei Romanov nu a mai locuit în Palatul de Iarnă de la abdicarea din 1917. Nicolae al II-lea, soția sa și copiii lor au fost ținuți în captivitate până când au fost împușcați la Ekaterinburg în 1918. Ceilalți membri ai fostei familii imperiale au avut o soartă similară sau au fugit în exil.

## Sediul Guvernului Provizoriu (1917)

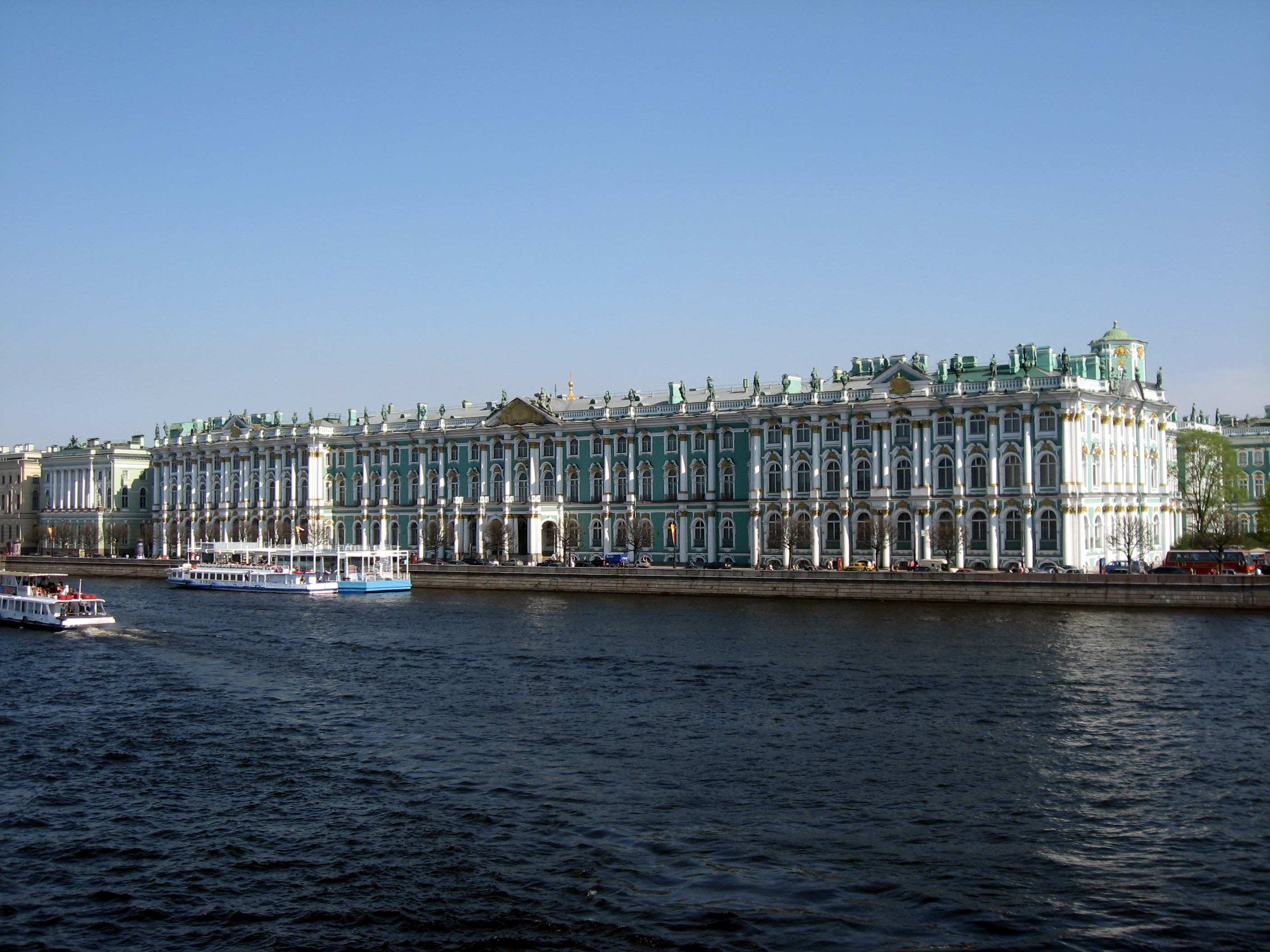
Fațada palatului dinspre Neva (proiectată de Rastrelli) către care s-au îndreptat tunurile crucișătorului Aurora

Pentru o scurtă perioadă de timp după Revoluția din Februarie s-a stabilit în Palatul de Iarnă sediul guvernului provizoriu și punctul focal al fostului  Imperiu Rus. În februarie 1917, Guvernul Provizoriu Rus, condus de Aleksandr Kerenski, și-a desfășurat ședințele în colțul de nord-est al palatului, iar Sala de Malachit (4) a fost camera de lucru a președintelui consiliului de miniștri. Cele mai multe dintre camerele de stat erau, cu toate acestea, încă ocupate de spitalul militar.
Guvernul Provizoriu a deținut puterea pentru o scurtă perioadă, iar în jurul datei de 25 octombrie 1917 și-a dat seama că eșuase în restabilirea ordinii interne și, dându-și seama că palatul devenise o țintă pentru tot mai mulți militanți bolșevici, a ordonat apărarea sa. Întregul personal militar din oraș a promis sprijin bolșevicilor, care au acuzat guvernul lui Kerenski că dorește să „predea Petrogradul în mâinile germanilor pentru a le permite acestora să extermine garnizoana revoluționară”.

Astfel, guvernul provizoriu, sprijinit de câțiva servitori care se aflaseră anterior în slujba țarului și rămăseseră loiali, s-au baricadat în palat. O mare parte a personalului administrativ a fugit, lăsând palatul apărat doar de un număr mic de cazaci și cadeți, precum și de 137 de militari femei din Batalionul Femeilor. Alimentele comandate de către ocupanții palatului au fost rechiziționate de bolșevici, iar Palatul de Iarnă a fost supus unui asediu, intrând astfel în cea mai turbulentă perioadă din istoria sa. Potrivit istoriografiei sovietice, cei cinci mii de marinari recent sosiți de la Kronstadt au fost folosiți pentru a ataca palatul, în timp ce crucișătorul Aurora aflat pe Neva și-a îndreptat toate tunurile înspre Palat. Bolșevicii au capturat Fortăreața Petru și Pavel aflată peste Neva și au întors artileria de acolo înspre clădirea asediată. În timp ce membrii guvernului provizoriu, lipsiți acum de puteri, se ascundeau în camerele private ale fostei familii imperiale, urmărind speriați desfășurarea evenimentelor din exterior, clădiri guvernamentale din Piața Palatului s-au predat una câte una în mâinile bolșevicilor.

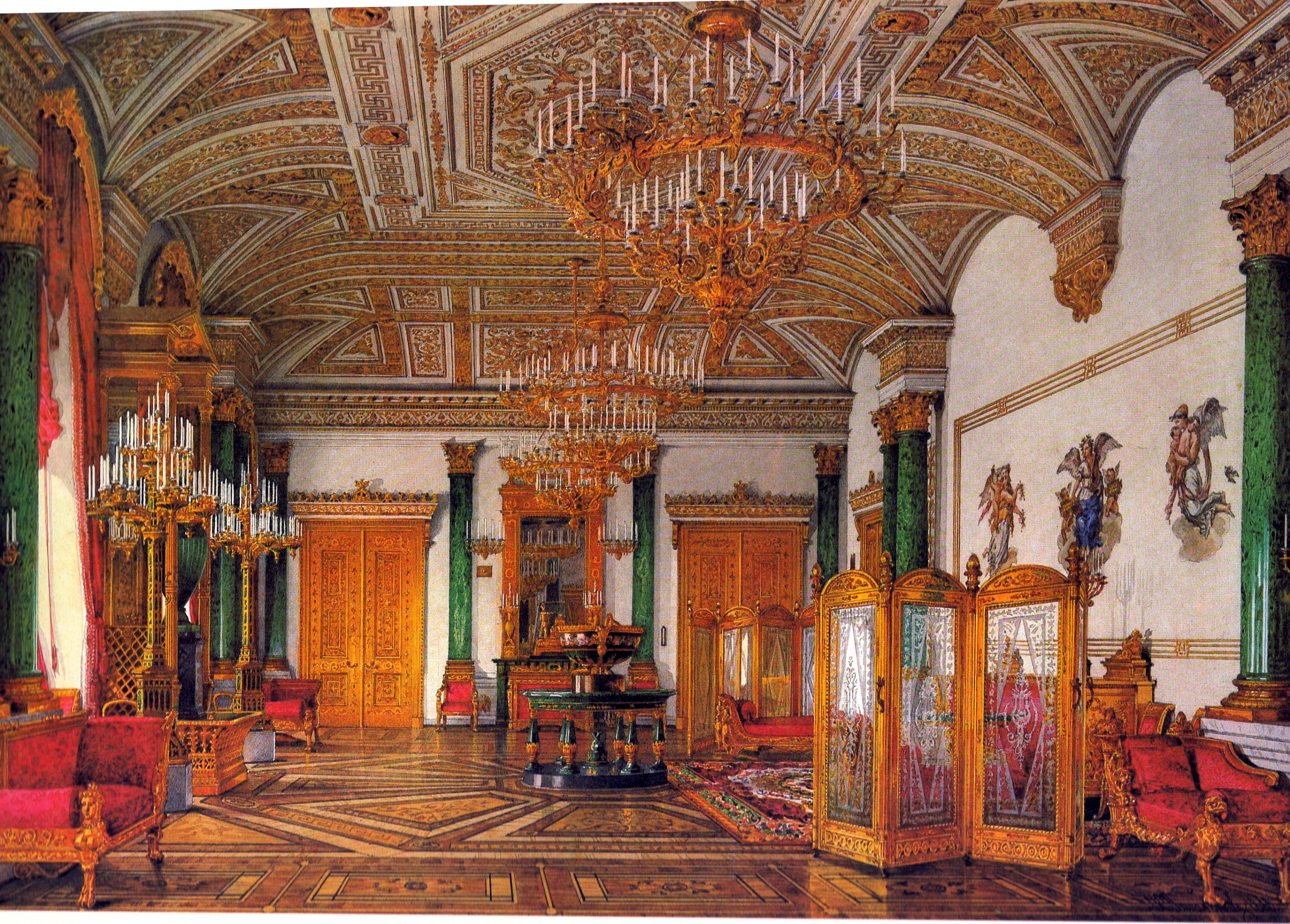
Camera de Malachit, sala de ședințe a Guvernului Provizoriu. Membrii guvernului au fost arestați în sufrageria învecinată. Tablou de Constantin Uhtomski

La ora 7:00 pm a avut ultima ședință a guvernului în Sala de Malachit, orice legătură cu exteriorul fiind întreruptă. După o scurtă dezbatere, membrii guvernului au hotărât să nu părăsească palatul pentru a încerca să dialogheze cu mulțimea ostilă de afară. Odată ce palatul a fost înconjurat complet și asediat, tunurile de pe Aurora au început să bombardeze fațada dinspre Neva ca urmare a faptului că Guvernul a refuzat ultimatumul transmis de bolșevici pentru a se preda. Focurile artileriei ușoare și ale mitralierelor au fost îndreptate către palat, iar bolșevicii au reușit să intre în palat. Lupta care a urmat a produs victime ambelor părți, până când bolșevicii au reușit în cele din urmă, la ora 2:00 am, să obțină controlul asupra palatului. Producând distrugeri în urma lor, ei au percheziționat toate încăperile palatului până când i-au găsit pe membrii Guvernului Provizoriu în Sufrageria Mică a apartamentului imperial privat (28), de unde au fost duși sub arest în închisoarea amenajată în fortăreața de dincolo de râu. Kerenski a reușit să scape de arestare și a fugit la Pskov, unde a adunat niște trupe loiale într-o încercare de a relua controlul asupra capitalei. Trupele sale a reușit să captureze Țarskoe Selo, dar au fost învinse a doua zi la Pulkovo.
După arestarea membrilor guvernului provizoriu, un presupus martor ocular al evenimentelor a realizat o relatare anonimă în care a descris distrugerile cauzate de bolșevici:
„„Palatul a fost jefuit și devastat de sus până jos de către bolșevici... Picturi neprețuite au fost smulse cu baionetele din rame. Cutii cu farfurii de porțelan rare au fost deschise, iar conținutul distrus sau aruncat. Biblioteca.... a fost forțată și jefuită... salonul țarinei, la fel ca toate celelalte camere, a fost adus într-o stare de haos. Candelabrul uriaș din cristal, realizat cu măiestrie, a fost spart în bucăți. Birouri, tablouri, ornamente — totul a fost distrus”.”
Cramele de vinuri ale Palatului de Iarnă au fost jefuite timp de mai multe săptămâni în perioada de haos ce a urmat în oraș. Fără îndoială cea mai mare și cea mai bine aprovizionată pivniță de vinuri din istorie, ea conținea vinurile cele mai apreciate pe plan mondial precum neprețuitul Chateau de Calme 1847. Mulțimea era atât de dornică să obțină alcool, încât bolșevicii au încercat să caute soluții radicale pentru rezolvarea problemei. O propunere viza scurgerea vinului prin conducte direct în Neva și a determinat gruparea mulțimii în jurul canalizării palatului. O altă propunere, considerată prea riscantă, a fost aruncarea în aer a pivnițelor. Problema a fost rezolvată în cele din urmă prin promulgarea legii marțiale. S-a spus că Petrogradul „s-a trezit în cele din urmă din poate cea mai mare mahmureală a istoriei și s-a întors la respectarea ordinelor”.
Palatul de Iarnă era acum o clădire redundantă și deteriorată, simbolizând un regim disprețuit, care se confrunta cu un viitor incert. Asaltul Palatului de Iarnă a fost o reconstituire istorică organizată de bolșevici în 1920, cu prilejul celei de-a treia aniversări a Revoluției. Cu mii de gărzi roșii conduse de Lenin și în prezența 100.000 de spectatori, reconstituirea a devenit unul dintre „cele mai cunoscute” evenimente ale Revoluției Ruse.
În mod ironic, Garda Roșie a intrat, de fapt, în palat printr-o ușă din spate, care fusese lăsată deschisă, fiind păzită doar de rezerviști răniți și invalizi. Acest lucru a înlesnit preluarea puterii și nașterea statului sovietic. Nikolai Podvoiski, unul dintre membrii troicii care a condus asaltul, a fost atât de impresionat de reconstituire încât i-a comandat regizorului Serghei Eisenstein să realizeze filmul Octombrie. Anumite aspecte precum reflectoarele care apar în filmul lui Eisenstein indică faptul că regizorul a fost mai mult influențat de reconstituire decât de evenimentul original.

## Noul regim

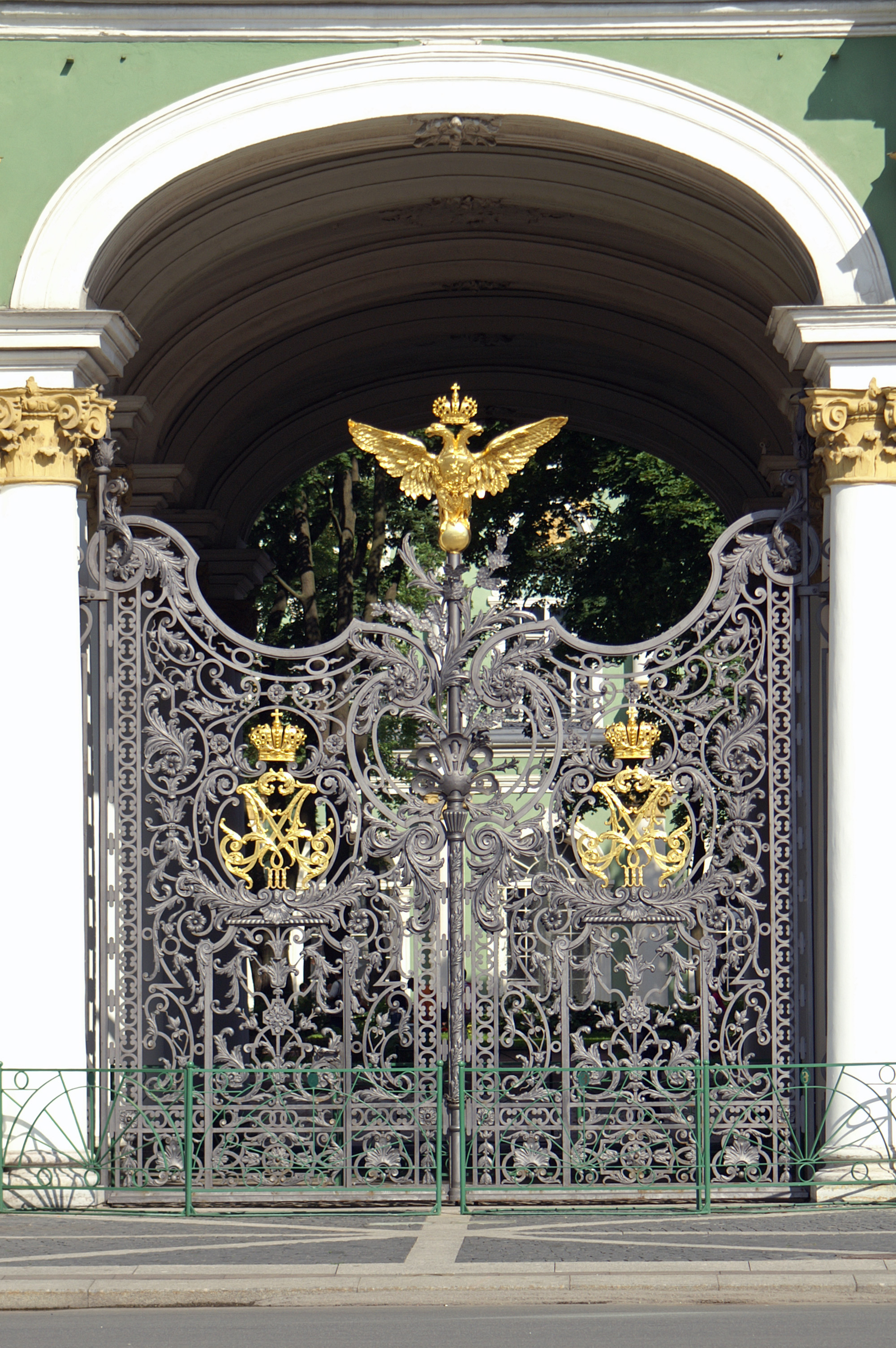
Porțile Palatului de Iarnă. Emblemele aurite ale Rusiei Imperiale, distruse în 1917, sunt acum complet restaurate.

Pe 30 octombrie 1917 s-a decretat că palatul va face parte din muzeul public Ermitaj. Această primă expoziție care a avut loc în Palatul de Iarnă urmărea istoria revoluției, iar publicul a avut posibilitatea să vadă camerele private ale familiei imperiale. Acest lucru trebuie să fi fost o experiență interesantă pentru public, dar în timp ce autoritățile sovietice negau jafurile și daunele aduse palatului în timpul Asaltului, specialistul în artă rusă Alexander Alexandrovici Polovțov, care a vizitat aceste camere atât înainte, cât și după eveniment, a descris apartamente private ca făcând parte din cea mai grav avariată porțiune a palatului. Obiectele aflate în camerele de stat au fost trimise la Moscova pentru a fi în siguranță atunci când s-a instituit acolo un spital, dar Muzeul Ermitaj în sine nu a fost deteriorat în timpul revoluției.
După Revoluție, a existat o politica de înlăturare a tuturor însemnelor imperiale din palat, inclusiv cele de pe obiectele din piatră, ipsos și fier. În timpul epocii sovietice, multe dintre comorile rămase în palat au fost dispersate prin mai multe muzee și galerii ale Uniunii Sovietice. Unele au fost vândute pentru a se obține valută forte, în timp ce altele au fost făcute cadou demnitarilor aflați în vizită. Din moment ce conținutul original a dispărut și alte obiecte din colecțiile sechestrate au început să fie expuse în palat, au devenit neclare diferențele dintre întrebuințările inițiale și cele ulterioare ale încăperilor. În timp ce unele camere au păstrat numele lor originale, chiar legate de Rusia Imperială, cum ar fi Sala mică și Sala mare a tronului, multe alte camere sunt cunoscute după noul lor conținut precum Camera de Artă Germană.
În urma Asediul Leningradului din 1941-1944, când palatul a fost deteriorat, s-a pus în aplicare o politică de restaurare ce a urmărit să refacă aspectul inițial al palatului. De asemenea, din moment ce guvernul rus nu se mai ferește de urmele epocii imperiale așa cum era cazul în timpul dominației sovietice, palatul a trebuit să aibă expuse din nou emblemele restaurate ale Romanovilor. Vulturii bicefali încoronați și auriți împodobesc iarăși zidurile, balcoanele și porțile. Palatul de Iarnă nu mai este centrul unui mare imperiu, iar Romanovii nu mai locuiesc acolo, dar vulturul încoronat rus are rolul de a aminti de istoria imperială a palatului.
Astăzi, ca parte a unuia dintre cele mai renumite muzee, palatul atrage anual circa 3,5 milioane de vizitatori.